# Chrząszcze Hiszpanii
Chrząszcze Hiszpanii, koleopterofauna Hiszpanii – ogół taksonów owadów z rzędu chrząszczy (Colepotera), których występowanie stwierdzono na terenie Hiszpanii.
lista nie jest kompletna

## Myxophaga

### Hydroscaphidae
W Hiszpanii stwierdzono m.in.:
- Hydroscapha crotchi

### Gałeczkowate(Sphaeriusidae)
W Hiszpanii stwierdzono m.in.:
- Sphaerius hispanicus

## Chrząszcze wielożerne(Polyphaga)

### Acanthocnemidae
W Hiszpanii stwierdzono m.in.:
- Acanthocnemus nigricans

### Alexiidae
W Hiszpanii stwierdzono m.in.:
- Sphaerosoma meridionale
- Sphaerosoma nevadense
- Sphaerosoma pilosum

### Bęblikowate(Malachiidae)
W Hiszpanii stwierdzono m.in.:

- przerwiec przydomowy (Anthocomus equestris)
- przerwiec krasnoplamek (Anthocomus fasciatus)
- Anthocomus fenestratus
- przerwiec biedronkowaty (Anthocomus rufus)
- Anthomalachius spinosus
- Attalus acusae
- Attalus aenescens
- Attalus aldeae
- Attalus amictus
- Attalus anagaensis
- Attalus analis
- Attalus angustifrons
- Attalus anthicoides
- Attalus atrocyaneus
- Attalus baguenai
- Attalus bandamae
- Attalus betancuriensis
- Attalus bisculpturatus
- Attalus bobadillae
- Attalus chrysanthemi
- Attalus coeruleipennis
- Attalus coloratus
- Attalus columbi
- Attalus commixtus
- Attalus crispus
- Attalus cyaneus
- Attalus elzeari
- Attalus escalerianus
- Attalus euphorbiae
- Attalus eversi
- Attalus felix
- Attalus fernandezi
- Attalus fortunatus
- Attalus gineri
- Attalus gomerensis
- Attalus gracilis
- Attalus guanche
- Attalus hariensis
- Attalus insusetus
- Attalus jocosus
- Attalus laevicollis
- Attalus laufferi
- Attalus limbatus
- Attalus luctuosus
- Attalus lusitanicus
- Attalus makarios
- Attalus mascae
- Attalus mateui
- Attalus minimus
- Attalus monticola
- Attalus obscurus
- Attalus ochraceus
- Attalus olivensis
- Attalus ornatissimus
- Attalus ovatipennis
- Attalus paelex
- Attalus pallidior
- Attalus pallipes
- Attalus palmensis
- Attalus panurgus
- Attalus pardoalcaldei
- Attalus paretariae
- Attalus pellucidus
- Attalus pictus
- Attalus pini
- Attalus propinquus
- Attalus rosenhaueri subsp. rosenhaueri, subsp. zarcoi
- Attalus ruficollis
- Attalus rugifrons
- Attalus salviae
- Attalus santiagoi
- Attalus scitulus
- Attalus segurensis
- Attalus sericans
- Attalus sicanus
- Attalus subaenescens
- Attalus sublaevis
- Attalus subopacus
- Attalus tuberculatus
- Attalus varitarsis
- Attalus anagaensis
- Attalus aldeae
- Attalus anthicoides
- Axinotarsus brevicornis
- Axinotarsus marginalis
- Axinotarsus nigritarsis
- Axinotarsus peninsularis
- wysuwek czarnonogi (Axinotarsus pulicarius)
- Axinotarsus tristiculus
- Axinotarsus tristis
- Axinotarsus varius subsp. varius,subsp. nevadensis
- Brachemys brevipennis
- Cephalogonia autumnalis
- Cephalogonia cerasina
- Cephalogonia fortunata
- Cephalogonia gautardi
- Cephalogonia satanas
- Cephalogonia scurra
- Cephaloncus capito
- Cephaloncus capitulo
- Cephaloncus laureatus
- Cephaloncus lindbergi
- Cephaloncus palmensis
- Cerapheles utebensis
- Ceratistes dentifrons
- Charopus docilis
- Charopus nubilus
- Charopus pallipes
- Charopus rotundatus
- Clanoptilus abdominalis
- Clanoptilus affinis
- Clanoptilus arnaizi
- Clanoptilus barnevillei
- Clanoptilus curticornis
- Clanoptilus elegans
- Clanoptilus geniculatus
- Clanoptilus laticollis
- Clanoptilus marginellus
- Clanoptilus rufus
- Clanoptilus spinipennis
- Colotes alutaceus
- Colotes cabrerensis
- Colotes hispanus
- Colotes javeti
- Colotes maculatus
- Colotes punctatus
- Colotes uhagoni
- Cordylepherus oberthuerii
- Cordylepherus sierranus
- Cordylepherus viridis
- Cyrtosus cyanipennis
- Cyrtosus ferreri
- Cyrtosus flavilabris
- Cyrtosus mauritanicus
- Cyrtosus meridionalis
- Cyrtosus ovalis
- Cyrtosus uhagoni
- Ebaeus collaris
- Ebaeus flavicornis
- Ebaeus glabricollis
- Ebaeus humilis
- Ebaeus jperezvalcarceli
- Ebaeus mendax
- Ebaeus pedicularius
- Ebaeus rosali
- Ebaeus rufoterminatus
- Ebaeus suarezi
- Ebaeus thoracicus
- Fortunatius canariensis
- Fortunatius chamaeleon subsp. adejensis, subsp. chamaeleon
- Fortunatius jubilatus
- Fortunatius jucundus
- Fortunatius laurisilvae
- Fortunatius lozanocaboi
- Fortunatius mencey subsp. mencey,  subsp. nigerrimus
- Fortunatius metallicus
- Fortunatius posticus
- Fortunatius sparsepubens
- Fortunatius subextinctus
- Haplomalachius deferreri
- Haplomalachius hispanus
- Hypebaeus albifrons
- Hypebaeus alicianus
- Hypebaeus brisouti
- Hypebaeus flavicollis
- Hypebaeus pius
- Hypebaeus ramirezi
- Ifnidius petricola
- Malachiomimus pectinatus
- bęblik strojny (Malachius aeneus)
- bęblik dwuplamek (Malachius bipustulatus)
- Malachius lusitanicus
- Micrinus dimorphus
- Micrinus inornatus
- Microlipus baudii
- Microlipus lethierryi
- Nepachys peucedani
- Pelochrus moroderi
- Pelochrus pallidulus
- Protapalochrus flavolimbatus
- Psiloderes zariquieyi
- Sphinginus coarctatus
- Sphinginus lobatus subsp. lobatus
- Transvestitus infernalis
- Troglops albicans
- Troglops alonsoi
- Troglops basicollis
- Troglops brevis
- Troglops capitatus
- Troglops furcatus
- Troglops ignoratus
- Troglops punctulatus
- Troglops marginatus
- Troglops yusi

### Biedronkowate(Coccinellidae)
W Hiszpanii stwierdzono m.in.:

- biedronka dwukropka (Adalia bipunctata) subsp. bipunctata
- biedronka dziesięciokropka (Adalia decempunctata)
- biedronka oczatka (Anatis ocellata)
- trzcinówka (Anisosticta novemdecimpunctata)
- reszka (Aphidecta obliterata)
- Bulaea lichatschovi subsp. pallida
- Bulaea lividula subsp. lividula
- gielas dziesięcioplamek (Calvia decemguttata)
- gielas czternastoplamek (Calvia quatuordecimguttata)
- okrajka dwuplamka (Chilocorus bipustulatus)
- Chilocorus canariensis
- okrajka okrągłoplamka (Chilocorus renipustulatus)
- Clitostethus arcuatus
- mnożyca rdzawa (Coccidula rufa)
- mnożyca szuwarówka (Coccidula scutellata)
- Coccinella algerica
- biedronka hieroglifka (Coccinella hieroglyphica) subsp. hieroglyphica
- biedronka wielkokropka (Coccinella magnifica)
- Coccinella miranda
- biedronka pięciokropka (Coccinella quinquepunctata)
- biedronka siedmiokropka (Coccinella septempunctata) subsp. septempunctata
- Coccinella undecimpunctata subsp. undecimpunctata
- biedroneczka łąkowa (Coccinula quatuordecimpustulata)
- Coccinula sinuatomarginata
- Coelopterus salinus
- Cryptolaemus montrouzieri subsp. montrozieri
- Cynegetis impunctata
- Delphastus catalinae
- Diomus gillerforsi
- Diomus rubidus
- Exochomus bellus
- Exochomus nigripennis
- Exochomus nigromaculatus
- Exochomus pubescens
- Exochomus quadriplagiatus
- gałecznik czteroplamek (Exochomus quadripustulatus)
- Exochomus troberti
- pokropka wysączka (Halyzia sedecimguttata)
- Harmonia quadripunctata
- Henosepilachna angusticollis
- Henosepilachna argus
- Henosepilachna elaterii subsp. elaterii
- czerwonka baldaszkówka (Hippodamia variegata)
- podbierka przyleśna (Hyperaspis campestris)
- podbierka czerwcówka (Hyperaspis concolor)
- Hyperaspis chevrolati
- Hyperaspis duvergeri
- Hyperaspis erytrocephala
- Hyperaspis guttulata
- Hyperaspis hoffmanseggi
- Hyperaspis illecebrosa
- Hyperaspis inexpectata
- Hyperaspis lata
- Hyperaspis peezi
- podbierka szuwarówka (Hyperaspis pseudopustulata)
- Hyperaspis reppensis
- Iberorhyzobius rondensis
- mirra sosnówka (Myrrha octodecimguttata) subsp. formosa
- Myrrha thuriferae
- Nephus binotatus
- Nephus bipunctatus
- Nephus bisignatus subsp. bisignatus
- Nephus conjunctus
- Nephus depressiusculus
- Nephus flavopictus
- Nephus hiekei
- Nephus kiesenwetteri
- Nephus ludyi
- Nephus nigricans subsp. nigricans
- Nephus peyerimhoffi
- Nephus quadrimaculatus
- skulik zielarz (Nephus redtenbacheri) subsp. redtenbacheri
- Nephus reunioni
- Nephus ulbrichi
- Novius canariensis
- Novius conicollis
- Novius cruentatus
- wrzeciążeczka barwna (Oenopia conglobata) subsp. conglobata
- Oenopia doublieri
- Oenopia lyncea subsp. agnata, subsp. lyncea
- Pharoscymnus decemplagiatus
- Pharoscymnus grandcanariensis
- Pharoscymnus setulosus
- biedronka wrzeciążka (Propylea quatuordecimpunctata)
- biedronka mączniakówka (Psyllobora vigintiduopunctata)
- Rhyzobius bipartitus
- Rhyzobius chrysomeloides
- Rhyzobius litura
- Rhyzobius lophanthae
- Rodolia cardinalis
- Scymniscus anomus
- Scymniscus fuerschi
- Scymniscus semirufus
- Scymniscus tristiculus
- skulik świerkowiec (Scymnus abietis)
- Scymnus apetzi
- Scymnus ater
- skulik dębownik (Scymnus auritus)
- Scymnus bivulnerus
- Scymnus canariensis
- Scymnus cercyonides
- Scymnus franzi
- skulik łąkowiec (Scymnus frontalis)
- Scymnus fulvicollis
- skulik omszony (Scymnus haemorrhoidalis)
- Scymnus impexus
- skulik liściowiec (Scymnus interruptus)
- Scymnus laetificus
- Scymnus limbatus subsp.limbatus
- Scymnus marginalis
- Scymnus nigrinus
- Scymnus nubilus
- Scymnus rubromaculatus
- Scymnus rufipes subsp. rufipes
- Scymnus subvillosus
- skulik sosnowiec (Scymnus suturalis)
- dołęga (Sospita vigintiguttata)
- Stethorus balearicus
- Stethorus gilvifrons
- Stethorus tenerifensis
- Stethorus wollastoni
- owełnica lucernianka (Subcoccinella vigintiquatuorpunctata)
- Tetrabrachys cordatus
- Tetrabrachys deserticola
- Tetrabrachys khnzoriani
- Tetrabrachys tinerfensis
- Tytthaspis phalerata
- Tytthaspis sedecimpunctata
- biedronka dwunastokropka (Vibidia duodecimguttata)

### Biphyllidae
W Hiszpanii stwierdzono m.in.:
- Biphyllus lunatus
- Biphyllus subellipticus
- Biphyllus typhaeoides

### Brachyceridae
W Hiszpanii stwierdzono m.in.:
- Brachycerus balearicus
- Brachycerus barbarus
- Brachycerus callosus
- Brachycerus muricatus
- Brachycerus plicatus
- Brachycerus pradieri subsp. pradieri
- Brachycerus repertus
- Brachycerus rotundicollis
- Brachycerus undatus
- Ocladius grandii

### Brentidae
W Hiszpanii stwierdzono m.in.:
- Amorphocephala coronata
- Orfilaia reichei wątpliwy

### Cerylonidae
W Hiszpanii stwierdzono m.in.:
- Cerylon ferrugineum
- Cerylon histeroides

### Corylophidae
W Hiszpanii stwierdzono m.in.:
- Aposericoderus immigrans
- Aposericoderus revelierei
- Arthrolips convexiuscula
- Arthrolips hetschkoi
- Arthrolips humilis
- Arthrolips picea
- Clypastrea palmi
- Corylophus sublaevipennis
- Gloeosoma velox
- Microstagetus parvulus
- Orthoperus aequalis
- Orthoperus anxius
- Orthoperus corticalis
- Orthoperus intersitus
- Orthoperus pilosiusculus
- Rypobius praetermissus
- Sericoderus lateralis
- Sericoderus pecirkanus
- Teplinus matthewsi
- Teplinus velatus

### Dasytidae
W Hiszpanii stwierdzono m.in.:

- Allotarsus baudii
- Allotarsus cobosi
- Allotarsus melaleucotrichos
- Allotarsus senescens
- Allotarsus vidualis
- Aplocnemus albipilis
- Aplocnemus alpestris
- Aplocnemus andalusicus
- Aplocnemus aragonicus
- Aplocnemus aubei
- Aplocnemus brevis
- Aplocnemus calidus
- Aplocnemus coeruleatus
- Aplocnemus consobrinus
- Aplocnemus cylindricus
- Aplocnemus gracilicornis
- Aplocnemus grancanariensis
- Aplocnemus impressus
- Aplocnemus limbipennis
- Aplocnemus montivagus
- Aplocnemus nigricornis subsp. nigricornis
- Aplocnemus pectinatus
- Aplocnemus rugulosus
- Aplocnemus sculpturatus
- Aplocnemus temperei
- Aplocnemus tumidus
- Aplocnemus vestitus
- Aplocnemus virens
- Danacea acutangula
- Danacea ambigua
- Danacea atripes
- Danacea clavipes
- Danacea confinis
- Danacea denticulata
- Danacea femoralis
- Danacea fuscoaenea
- Danacea giraudi
- Danacea hispanica
- Danacea kiesenwetteri
- Danacea korbi
- Danacea lata
- Danacea longiceps
- Danacea luteopubens
- Danacea martini
- Danacea minuta
- Danacea nana
- Danacea nigritarsis subsp. nigritarsis
- Danacea pallipes
- Danacea pici
- Danacea pygmaea
- Danacea ziczac
- Dasytes aeneiventris
- Dasytes aeratus
- Dasytes albosetosus
- Dasytes alticola
- Dasytes atrimembris
- Dasytes blascoi
- rościsz granaciak (Dasytes caeruleus)
- Dasytes canariensis
- Dasytes croceipes
- Dasytes dispar
- Dasytes dolens
- Dasytes gonocerus
- Dasytes incanus
- Dasytes inexspectatus
- Dasytes israelsoni
- Dasytes korbi
- Dasytes lanzarotensis
- Dasytes loboensis
- Dasytes monstrosipes
- Dasytes montivagus
- Dasytes nigroaeneus
- Dasytes niger
- Dasytes nigricornis
- Dasytes nigropilosus
- Dasytes nigropunctatus
- Dasytes oculatus
- Dasytes pauperculus
- rościsz gałązkowiec (Dasytes plumbeus)
- Dasytes subaeneus
- Dasytes subfasciatus
- Dasytes terminalis
- Dasytes laufferi
- Dasytes setosus
- Dasytes staudingeri
- Dasytes tristiculus
- Dasytes variolosus
- Dasytes virens
- Dasytidius bourgeoisi
- Divales haemorrhoidalis
- Divales mauritanicus
- Divales weisei
- Dolichophron hartungi
- Dolichosoma lineare
- Enicopus armatus
- Enicopus calcaratus
- Enicopus confusus
- Enicopus distinguendus
- Enicopus espagnoli
- Enicopus gracilis
- Enicopus heydeni
- Enicopus ibericus
- Enicopus korbi
- Enicopus lagari
- Enicopus lopezcoloni
- Enicopus perezi
- Enicopus pilosus
- Enicopus privignus
- Enicopus pyrenaeus
- Enicopus rugosicollis
- Enicopus sarae
- Enicopus scutellaris
- Enicopus simplicipes
- Enicopus spiniger
- Enicopus vittatus
- Graellsinus brachialis
- Graellsinus praticola
- Mauroania bourgeoisi
- Mauroania elegans
- Mauroania hispana
- Mauroania longula
- Psilothrix aureola
- Psilothrix illustris
- Psilothrix viridicoerulea
- Trochantodon tibiellus

### Derodontidae
W Hiszpanii stwierdzono m.in.:
- Laricobius erichsoni

### Gietellidae
W Hiszpanii stwierdzono m.in.:
- Gietella fortunata

### Jacobsoniidae
W Hiszpanii stwierdzono m.in.:
- Derolathrus anophthalmus

### Kapturnikowate(Bostrichidae)
W Hiszpanii stwierdzono m.in.:

- Apate monachus
- kapturnik kapucynek (Bostrichus capucinus)
- Bostrychoplites cornutus
- Dinoderus bifoveolatus
- Enneadesmus trispinosus subsp. trispinosus
- Heterobostrychus brunneus
- Lichenophanes numida
- Lichenophanes varius
- Lyctus africanus subsp. africanus
- Lyctus brunneus
- Lyctus linearis
- Lyctus pubescens
- Micrapate xyloperthoides
- Phonapate uncinata subsp. moghrebica
- kapturnik zbożowiec (Rhyzopertha dominica)
- Schistoceros bimaculatus
- Scobicia barbifrons
- Scobicia chevrieri
- Scobicia ficicola
- Scobicia pustulata
- Sinoxylon perforans
- Sinoxylon sexdentatum
- Stephanopachys brunneus
- Stephanopachys quadricollis
- Trogoxylon impressum
- Xylopertha praeusta
- Xylopertha retusa
- Xyloperthella picea subsp. picea

### Kateretidae
W Hiszpanii stwierdzono m.in.:
- Brachypterolus antirrhini
- Brachypterolus cinereus
- Brachypterolus linariae
- Brachypterolus longulus
- Brachypterolus pulicarius
- Brachypterolus vestitus
- Brachypterus aeneomicans
- Brachypterus curtulus
- Brachypterus glaber
- Brachypterus labiatus
- Brachypterus longimanus
- Brachypterus urticae
- Brachypterus velatus
- Brachypterus viridinitens
- Heterhelus scutellaris
- Heterhelus solani
- Kateretes flavicans
- Kateretes pedicularius
- Kateretes pusillus
- Kateretes rufilabris

### Kistnikowate(Byturidae)
W Hiszpanii stwierdzono m.in.:
- Byturus ochraceus wątpliwy
- kistnik malinowiec (Byturus tomentosus) wątpliwy

### Kołatkowate(Anobiidae)
W Hiszpanii stwierdzono m.in.:

- Anobium cymoreki
- Anobium hederae
- Anobium inexspectatum
- kołatek domowy (Anobium punctatum)
- Caenocara affine
- Caenocara bovistae
- Caenocara subglobosum
- Calymmaderus solidus
- Casapus alticola
- Casapus barbicollis
- Casapus bonvoulorii
- Casapus dilaticollis
- Casapus hirsutus
- Casapus inconstans
- Casapus radiosus
- Casapus subcalvus
- Casapus vestitus
- Clada denticornis subsp. insularis
- Clada espagnoli
- Clada fernandezi
- Dignomus albipilis
- Dignomus bedeli
- Dignomus brevipilis
- Dignomus carinatus
- Dignomus dilophus
- Dignomus fossulatus
- Dignomus gibbicollis
- Dignomus gracilipes
- Dignomus irroratus
- Dignomus jacqueti
- Dignomus lusitanus
- Dignomus pubens
- Dorcatoma chrysomelina
- Dorcatoma dresdensis
- Dorcatoma substriata
- Dorcatoma vaulogeri subsp. agenjoi
- Dryophilus anobioides
- Dryophilus densipilis
- Dryophilus longicollis
- Dryophilus pusillus
- Epauloecus unicolor
- Episernus hispanus
- Episernus striatellus
- Ernobius cupressi
- Ernobius gallicus
- Ernobius gigas
- Ernobius juniperi
- Ernobius laticollis
- Ernobius lucidus
- Ernobius mollissubsp. mollis, subsp. espanoli
- kołatek czarny (Ernobius nigrinus)
- Ernobius pallidipennis
- Ernobius parens
- Ernobius pini
- Ernobius pruinosus
- Ernobius reflexus
- Ernobius rufus
- Ernobius vinolasi
- Gastrallus corsicus
- Gastrallus immarginatus
- Gastrallus kocheri
- Gastrallus laevigatus
- Gastrallus lyctoides
- Gastrallus pubens
- Gibbium aequinoctiale
- Gibbium psylloides
- Grynobius planus
- Hadrobregmus bicolor
- Hadrobregmus carpetanus
- Hadrobregmus denticollis
- kołatek uparty (Hadrobregmus pertinax)
- Hedobia pubescens
- Hemicoelus costatus
- Hemicoelus fulvicornis
- Hemicoelus nitidus
- Homophthalmus rugicollis
- Lapidoniptus hispanicus
- Lasioderma baudii
- Lasioderma bubalus subsp. bubalus
- Lasioderma desectum
- Lasioderma excavatum
- Lasioderma flavicollis
- Lasioderma haemorrhoidale
- Lasioderma kiesenwetteri
- Lasioderma laeve
- Lasioderma latitans
- Lasioderma melanocephalum
- Lasioderma minutum
- Lasioderma mulsanti
- Lasioderma serricorne
- Lasioderma redtenbacheri subsp. redtenbacheri
- Lasioderma torquatum
- Megorama subserratum
- Mesocoelopus collaris
- Mesocoelopus leileri
- Mesocoelopus niger
- Mesothes canariensis
- Mesothes ferrugineus
- Metholcus gracilipes subsp. gracilipes, subsp. substriatus
- Metholcus phoenicis
- Mezium affine
- Mezium americanum
- Mezium giganteum
- Mezium horridum
- Mezium sulcatum
- Microbregma emarginatum
- Mizodorcatoma dommeri
- Nicobium castaneum
- Nicobium villosum
- Niptodes carbonarius
- Niptodes ferrugulus
- Niptodes globulus
- Niptodes lusitanus
- Niptodes minimus
- Niptodes nitidus
- przetycz wypuklak (Niptus hololeucus)
- Ochina hirsuta
- Ochina latrellii
- Ochina ptinoides
- Oligomerus brunneus
- Oligomerus ptilinoides
- Paraxyletinus israelsoni
- Paraxyletinus oculatissimus
- Paraxyletinus ornatus subsp. fernandezi, subsp. ornatus
- Piarus basalis
- krokwiowiec piłkorożny (Priobium carpini)
- Pseudeurostus submetallicus
- Pseudodryophilus paradoxus
- Ptilinus fuscus
- Ptilinus lepidus
- wyschlik grzebykorożny (Ptilinus pectinicornis)
- Ptinomorphus angustatus
- zamierek szarawy (Ptinomorphus imperialis)
- Ptinomorphus regalis
- Ptinus arragonicus
- Ptinus aubei
- Ptinus auberti
- Ptinus bidens
- Ptinus bicinctus
- Ptinus coarcticollis
- Ptinus corsicus
- Ptinus dubius
- Ptinus exulans
- Ptinus femoralis
- pustosz kradnik (Ptinus fur)
- Ptinus hirticornis
- Ptinus latro
- Ptinus leprieuri
- Ptinus lichenum
- Ptinus maculosus
- Ptinus madoni
- Ptinus obesus
- Ptinus palliatus
- Ptinus pilosus
- Ptinus podolicus
- Ptinus pusillus
- Ptinus pyrenaeus
- Ptinus rufipes
- Ptinus sexpunctatus
- Ptinus spitzyi
- Ptinus subpilosus
- Ptinus tectus
- Ptinus timidus
- Ptinus variegatus
- Rhamna semen
- Sphaericus crotchianus
- Sphaericus exiguus
- Sphaericus franzi
- Sphaericus gibbicollis
- Sphaericus gibboides
- Sphaericus machadoi
- Sphaericus marmoratus
- Sphaericus niveus
- Sphaericus orzolensis
- Sphaericus ptinoides
- Sphaericus rotundicollis
- Sphaericus rotundatus
- Sphaericus simplex
- Sphaericus thurepalmi
- Stagetus andalusiacus subsp. andalusiacus
- Stagetus championi
- Stagetus elongatus
- Stagetus euphorbiae
- Stagetus ferreri
- Stagetus franzi
- Stagetus hirtulussubsp. brachypilosus, subsp. crenatus, subsp. hirtulus, subsp. orientalis
- Stagetus pilula
- Stagetus sardous
- Stagetus thurepalmi
- żywiak chlebowiec (Stegobium paniceum)
- Stereocaulophilus volcanicus
- Trigonogenius globosus
- Xestobium africanum
- Xestobium declive
- Xestobium impressum
- Xestobium filicorne
- Xestobium plumbeum
- Xyletinus ater
- Xyletinus bucephalus subsp. bucephalus
- Xyletinus fimicola
- Xyletinus formosus
- Xyletinus laticollis
- Xyletinus lecerfi
- Xyletinus leprieuri
- Xyletinus muehlei
- Xyletinus ruficollis
- Xyletinus sanguineocinctus
- Xyletinus subrotundatus
- Xyletinus wollastoni

### Kózkowate(Cerambycidae)
W Hiszpanii stwierdzono m.in.:

#### Dylążowe(Prioninae)
- Aegosoma scabricorne
- borodziej próchnik (Ergates faber) subsp. faber
- Prinobius myardi
- dyląż garbarz (Prionus coriarius)
- gracz borowy (Tragosoma depsarium)

#### Kłopotkowe(Spondylidinae)
- Alocerus moesiacus
- wykarczak ciemny (Arhopalus ferus)
- Arhopalus pinetorum
- wykarczak sosnowyy (Arhopalus rusticus)
- Arhopalus syriacus
- szczapówka sosnowa (Asemum striatum)
- Asemum tenuicorne
- Drymochares cylindraceus
- kruchniczka sosnowa (Nothorhina muricata)
- Oxypleurus nodieri
- kłopotek czarny (Spondylis buprestoides)
- borówka brunatna (Tetropium castaneum)

#### Kózkowe(Cerambycinae)
- Anaglyptus gibbosus
- cioch wzorzysty (Anaglyptus mysticus)
- wonnica piżmówka (Aromia moschata)
- Blabinotus spinicollis
- Calchaenesthes sexmaculata
- Callidiellum rufipenne
- Callimus abdominalis
- ciesuch zielony (Callimus angulatus) subsp. angulatus
- kozioróg dębosz (Cerambyx cerdo) subsp. cerdo, subsp. mirbeckii
- Cerambyx miles
- kozioróg bukowiec (Cerambyx scopolii)
- kozioróg długorogi (Cerambyx welensii)
- Certallum ebulinum
- tryk południowy (Chlorophorus figuratus)
- Chlorophorus glabromaculatus
- tryk zielony (Chlorophorus herbstii)
- Chlorophorus pilosus
- Chlorophorus ruficornis
- tryk kasztanowy (Chlorophorus sartor)
- Chlorophorus trifasciatus
- tryk żółty (Chlorophorus varius)
- biegowiec osowaty (Clytus arietis)
- Clytus rhamni
- biegowiec dębowy (Clytus tropicus)
- sudliś żarnowcowy (Deilus fugax)
- Delagrangeus schurmanni
- Glaphyra marmottani subsp. marmottani
- Glaphyra umbellatarum
- wierzbówka mała (Gracilia minuta)
- Hesperophanes sericeus
- spuszczel pospolity (Hylotrupes bajulus)
- Icosium tomentosum subsp. tomentosum
- Lucasianus levaillantii
- skrócik wierzbowy (Nathrius brevipennis)
- trykoń karliczek (Obrium brunneum)
- Penichroa fasciata
- Phoracantha recurva
- Phoracantha semipunctata
- płaskowiak zmienny (Phymatodes testaceus)
- Plagionotus andreui
- paśnik pałączasty (Plagionotus arcuatus)
- paśnik niszczyciel (Plagionotus detritus)
- paśnik ziołowy (Plagionotus floralis)
- Plagionotus marcaorum
- Poecilium alni subsp. alni
- Poecilium fasciatum
- Poecilium glabratum
- Poecilium lividum
- Poecilium pusillum subsp. pusillum
- Poecilium rufipes
- Pseudosphegesthes cinerea
- Purpuricenus budensis
- Purpuricenus ferrugineus
- Purpuricenus globulicollis
- purpurówka Kaehlera (Purpuricenus kaehleri)
- ściga purpurowa (Pyrrhidium sanguineum)
- węglarek wielki (Ropalopus clavipes)
- węglarek leśny (Ropalopus femoratus)
- Ropalopus insubricus
- węglarek ostroczułki (Ropalopus varini)
- nadobnica alpejska (Rosalia alpina)
- Semanotus laurasii subsp. laurasii
- Stenopterus ater
- Stenopterus mauritanicus
- skąpokrywka rdzawa (Stenopterus rufus0 subsp. rufus
- Stromatium unicolor
- Trichoferus fasciculatus subsp. fasciculatus, subsp. senex
- Trichoferus griseus
- Trichoferus holosericeus
- Trichoferus machadoi
- Trichoferus magnanii
- skrytoń dębowy (Trichoferus pallidus)
- Trichoferus roridus
- drzeworadek dębowy (Xylotrechus antilope)
- drzeworadek wzorzysty (Xylotrechus arvicola)
- drzeworadek topolowy (Xylotrechus rusticus)

#### Kusokrywkowe(Necydalinae)
- kusokrywka większa (Necydalis major)
- kusokrywka wiązowa (Necydalis ulmi)

#### Vesperinae
- Vesperus aragonicus
- Vesperus brevicollis
- Vesperus conicicollis subsp. conicicollis
- Vesperus fuentei
- Vesperus jertensis
- Vesperus joanivivesi
- Vesperus nigellus
- Vesperus sanzi
- Vesperus xatarti

#### Zgrzypikowe(Lamiinae)
- tycz cieśla (Acanthocinus aedilis)
- tycz mniejszy (Acanthocinus griseus)
- Acanthocinus hispanicus
- tycz jodłowy (Acanthocinus reticulatus)
- rogatek pstry (Aegomorphus clavipes)
- Agapanthia annularis
- Agapanthia asphodeli
- zgrzytnica ostowa (Agapanthia cardui)
- Agapanthia dahli
- Agapanthia irrorata
- Agapanthia kirbyi
- Agapanthia sicula subsp. malmerendii
- Agapanthia suturalis
- zgrzytnica zielonawa (Agapanthia villosoviridescens)
- zgrzytnica fioletowa (Agapanthia violacea)
- Albana m-griseum
- Anaesthetis testacea
- Calamobius filum
- Deroplia albida
- Deroplia annulicornis
- Deroplia costigera
- Deroplia genei
- Deroplia gertiana
- Deroplia gomerae
- Deroplia hesperus
- Deroplia niveopicta
- Deroplia pilosa
- Deroplia schurmanni
- Deroplia troberti subsp. troberti
- bierka dębowa (Exocentrus adspersus)
- bierka lipowa (Exocentrus lusitanus)
- bierka wiązowa (Exocentrus punctipennis)
- Iberodorcadion abulense subsp. abulense, subsp. granulipenne
- Iberodorcadion aguadoi
- Iberodorcadion albicans subsp. albicans  subsp. demandense, subsp. marinae, subsp. palentinum
- Iberodorcadion almarzense
- Iberodorcadion amorisubsp. amorii, subsp. segurense
- Iberodorcadion aries
- Iberodorcadion becerrae
- Iberodorcadion bolivari
- Iberodorcadion castilianum
- Iberodorcadion circumcinctum subsp. ariasi, subsp. circumcinctum
- Iberodorcadion coelloi
- Iberodorcadion espanoli
- Iberodorcadion ferdinandi
- Iberodorcadion fuentei
- Iberodorcadion fuliginator subsp. andianum,  subsp. loarrense, subsp. meridionale subsp. pyrenaeum, subsp. urgulli
- Iberodorcadion graellsii subsp. cinereum, subsp. graellsii, subsp. incallosum, longipenne
- Iberodorcadion grisescens
- Iberodorcadion grustani
- Iberodorcadion heydenii
- Iberodorcadion iserni
- Iberodorcadion korbi
- Iberodorcadion lorquinii subsp. cobosi subsp. lorquinii
- Iberodorcadion lusitanicum subsp. evorense
- Iberodorcadion marmottani
- Iberodorcadion martinezii
- Iberodorcadion molitor
- Iberodorcadion mosqueruelense
- Iberodorcadion mucidum subsp. mucidum, subsp. rondense
- Iberodorcadion navasi
- Iberodorcadion nigrosparsum
- Iberodorcadion perezi subsp. cercedillanum, subsp. ghilianii, subsp. hispanicum, subsp. ortunoi, subsp. perezi
- Iberodorcadion pseudomolitor
- Iberodorcadion segovianum subsp. dejeanii, subsp. segovianum
- Iberodorcadion seguntianum
- Iberodorcadion seoaneisubsp. kricheldorffi, subsp. laurae subsp. seoanei
- Iberodorcadion spinolae subsp. caunense,  subsp. spinolae
- Iberodorcadion suturale
- Iberodorcadion terolense
- Iberodorcadion uhagonii
- Iberodorcadion vanhoegaerdeni
- Iberodorcadion zarcoi subsp. turdetanum, subsp. zarcoi
- zgrzypik twardokrywka (Lamia textor)
- capoń mglisty (Leiopus nebulosus)
- Lepromoris gibba
- średzinka plamista (Mesosa curculionoides)
- średzinka mglista (Mesosa nebulosa)
- żerdzianka sosnówka (Monochamus galloprovincialis0 subsp. galloprovincialis
- żerdzianka szewc (Monochamus sutor)
- Morimus asper subsp. asper
- Musaria affinis subsp. affinis
- Musaria rubropunctata
- Niphona picticornis
- Oberea erythrocephala
- dłużynka leszczynówka (Oberea linearis)
- Oberea maculicollis
- dłużynka dwukropkowa (Oberea oculata)
- dłużynka wiciokrzewowa (Oberea pupillata)
- Opsilia molybdaena
- Opsilia coerulescens subsp. coerulescens
- Parmena algirica
- Parmena balearica subsp. balearica, subsp. minoricensis
- Parmena cruciata
- Parmena meregallii
- Parmena pubescens subsp. pubescens
- Parmena solieri subsp. breuningi, subsp. solieri
- Phytoecia caerulea
- zielarka marchwiowa (Phytoecia cylindrica)
- Phytoecia erythrocnema
- zielarka pasternakowa (Phytoecia icterica)
- zielarka bylicowa (Phytoecia nigricornis)
- Phytoecia malachitica
- zielarka krwawnikowa (Phytoecia pustulata)
- Phytoecia rabatensis
- Phytoecia rufipes
- zielarka wrotyczówka (Phytoecia virgula)
- Pogonocherus caroli
- kozulka malutka (Pogonocherus decoratus)
- kozulka sosnówka (Pogonocherus fasciculatus)
- kozulka kosmatka (Pogonocherus hispidulus)
- kozulka kolcokrywka (Pogonocherus hispidus)
- kozulka jodłowa (Pogonocherus ovatus)
- Pogonocherus perroudi subsp. perroudi
- Pogonocherus sturanii
- rzemlik topolowiec (Saperda carcharias)
- rzemlik lipowiec (Saperda octopunctata)
- rzemlik osikowiec (Saperda populnea)
- rzemlik wiązowiec (Saperda punctata)
- rzemlik plamisty (Saperda scalaris)
- rzemlik podobny (Saperda similis)
- obwężyn południowy (Stenostola dubia)
- naśliwiec lilipucik (Tetrops praeustus)

#### Zmorsznikowe(Lepturinae)
- rozpylak sosnowy (Acmaeops marginatus)
- Acmaeops pratensis
- dąbrowiec samotnik (Akimerus schaefferi)
- wiecheć płowy (Alosterna tabacicolor)
- zmorsznik jodłowy (Anastrangalia dubia)
- zmorsznik północny (Anastrangalia reyi)
- zmorsznik sosnowy (Anastrangalia sanguinolenta)
- Anisorus quercus
- zmorsznik rudonogi (Anoplodera rufipes) subsp. rufipes
- zmorsznik sześcioplamek (Anoplodera sexguttata)
- ziemioródka dębowa (Cortodera humeralis)
- rozpylak zwyczajny (Dinoptera collaris)
- kruszynka dębowa (Grammoptera abdominalis)
- kruszynka rdzawoczułka (Grammoptera ruficornis) subsp. ruficornis
- kruszynka złotawa (Grammoptera ustulata)
- zmorsznik bukowy (Leptura aurulenta)
- baldurek pręgowany (Leptura quadrifasciata)
- zmorsznik zielony (Lepturobosca virens)
- Nustera distigma
- ostrokrywka nieparka (Oxymirus cursor)
- kwiatomir czteroplamy (Pachyta quadrimaculata)
- krępień górski (Pachytodes cerambyciformis)
- krępień zmienny (Pachytodes erraticus)
- zmorsznik złocisty (Paracorymbia fulva)
- Paracorymbia hybrida
- zmorsznik paskoczułki (Paracorymbia maculicornis) subsp. maculicornis
- Paracorymbia otini
- Paracorymbia stragulata
- strangalia włochatka (Pedostrangalia pubescens)
- strangalia czereśniowa (Pedostrangalia revestita)
- Pseudovadonia livida
- rębacz dwupaskowy (Rhagium bifasciatum)
- rębacz pstry (Rhagium inquisitor) subsp. cedri subsp. inquisitor
- rębacz szary (Rhagium mordax)
- rębacz dębowiec (Rhagium sycophanta)
- szczerolotek dwubarwny (Rhamnusium bicolor) subsp. bicolor
- baldurek pstrokaty (Rutpela maculata)
- łucznik kasztanowiec (Stenocorus meridianus)
- Stenurella approximans
- strangalia przepasana (Stenurella bifasciata)
- Stenurella hybridula
- strangalia czarniawa (Stenurella melanura)
- strangalia czarna (Stenurella nigra)
- Stenurella vaucheri
- Stictoleptura cordigera subsp. cordigera
- Stictoleptura erythroptera
- Stictoleptura fontenayi
- Stictoleptura palmi
- zmorsznik czerwony (Stictoleptura rubra)
- zmorsznik czarny (Stictoleptura scutellata) subsp. scutellata
- Stictoleptura trisignata
- strangalia wysmukła (Strangalia attenuata)
- Vadonia unipunctata subsp. occidentalis

### Laemophloeidae
W Hiszpanii stwierdzono m.in.:
- Cryptolestes axillaris
- Cryptolestes capensis
- Cryptolestes ferrugineus
- Cryptolestes hypobori
- Cryptolestes juniperi
- Cryptolestes pusillus
- Cryptolestes spartii
- Cryptolestes turcicus
- Lathropus sepicola
- Placonotus granulatus
- Placonotus testaceus

### Łyszczynkowate(Nitidulidae)
W Hiszpanii stwierdzono m.in.:

- Acanthogethes brevis
- Acanthogethes fuscus
- Acanthogethes hercules
- Acanthogethes lamii
- Acanthogethes reyi
- Acanthogethes solidus
- Afrogethes canariensis
- Afrogethes planiusculus
- Afrogethes tristis
- dokończak płaskobrzegi (Amphotis marginata)
- Amphotis martini
- Amphotis orientalis
- Astylogethes substrigosus
- Boragogethes symphyti
- Brassicogethes aeneus
- Brassicogethes anthracinus
- Brassicogethes cantabricus
- Brassicogethes coracinus
- Brassicogethes czwalinai
- Brassicogethes erysimicola
- Brassicogethes fulvipes
- Brassicogethes gracilis
- Brassicogethes matronalis
- Brassicogethes reitteri
- Brassicogethes subaeneus
- Brassicogethes thalassophilus
- Brassicogethes viridescens
- Carpophilus bipustulatus
- przykrótek drogerczyk (Carpophilus dimidiatus)
- Carpophilus fumatus
- przykrótek półskrzydły (Carpophilus hemipterus)
- Carpophilus ligneus
- Carpophilus marginellus
- Carpophilus mutilatus
- Carpophilus nepos
- Carpophilus obsoletus
- Carpophilus pilosellus
- Carpophilus quadrisignatus
- Carpophilus sexpustulatus
- Carpophilus tersus
- Carpophilus zeaphilus
- Clypeogethes elongatus
- Clypeogethes lepidii
- Cryptarcha strigata
- Cybocephalus atomus
- Cybocephalus canariensis
- Cybocephalus diadematus
- Cybocephalus heydeni
- Cybocephalus metallicus
- Cybocephalus planiceps subsp. planiceps
- Cybocephalus reitteri
- Cybocephalus rufifrons subsp. rufifrons
- Cybocephalus similiceps
- Cybocephalus sphaerula
- Cybocephalus wollastoni
- Cychramus luteus
- Cychramus variegatus
- wyciążek czarny (Cyllodes ater)
- Epuraea aestiva
- Epuraea angustula
- Epuraea biguttata
- Epuraea fageticola
- Epuraea fuscicollis
- Epuraea guttata
- Epuraea limbata
- Epuraea longula
- Epuraea marseuli
- Epuraea melanocephala
- Epuraea melina
- Epuraea neglecta
- Epuraea pallescens
- Epuraea rifensis
- Epuraea terminalis
- Epuraea unicolor
- Epuraea variegata
- Fabogethes brachialis
- Fabogethes nigrescens
- Fabogethes opacus
- Fabogethes varicollis
- Genistogethes bidentatus
- Genistogethes carinulatus
- Genistogethes coronillae
- Genistogethes erichsoni
- Genistogethes immundus
- Genistogethes punctatus
- urazek leśny (Glischrochilus hortensis)
- urazek czteroplamkowy (Glischrochilus quadriguttatus)
- urazek kukurydziany (Glischrochilus quadripunctatus)
- Haptoncus luteolus
- Haptoncus ocularis
- Hierronius angulosus
- Hierronius laevis
- Ipidia binotata
- Lamiogethes bidens
- Lamiogethes brunnicornis
- Lamiogethes buyssoni
- Lamiogethes difficilis
- Lamiogethes haemorrhoidalis
- Lamiogethes jelineki
- Lamiogethes kunzei
- Lamiogethes morosus
- Lamiogethes ochropus
- Lamiogethes pedicularius
- Lamiogethes persicus
- Lamiogethes serripes
- Lamiogethes sulcatus
- Lobiopa insularis
- Meligethes atratus
- Meligethes denticulatus
- Meligethes flavimanus
- Meligethinus pallidulus
- łyszczynka dwupunktowa (Nitidula bipunctata)
- Nitidula carnaria
- Nitidula flavomaculata
- Nitidula rufipes
- Omosita colon
- przyścierwek dwubruzdy (Omosita depressa)
- Omosita discoidea
- Omosita funesta
- Oxystrongylus ovulum
- Paleogethes wollastoni
- Pastillodes agathidioides
- jadach podkorowiec (Pityophagus ferrugineus)
- Pityophagus laevior
- Pityophagus quercus
- Phenolia tibialis
- pokrytka purchawkowa (Pocadius adustus)
- Pocadius ferrugineus
- Pria dulcamarae
- Sagittogethes distinctus
- Sagittogethes hoffmanni
- Sagittogethes incanus
- Sagittogethes lindbergi
- Sagittogethes maurus
- Sagittogethes minutus
- Sagittogethes obscurus
- Sagittogethes umbrosus
- Soronia grisea
- Soronia oblonga
- Soronia punctatissima
- Stachygethes assimilis
- Stachygethes lederi
- Stachygethes nanus
- Stachygethes nigerrimus
- Stachygethes ruficornis
- Stachygethes scholzi
- Stachygethes villosus
- Stelidota geminata
- Thalycra emmanueli
- Thalycra fervida
- Thymogethes acicularis
- Thymogethes egenus
- Thymogethes exilis
- Thymogethes gagathinus
- Thymogethes grenieri
- Thymogethes fumatus
- Thymogethes lugubris
- Thymogethes nigritus
- Thymogethes normandi
- Thymogethes otini
- Thymogethes submetallicus
- Urophorus humeralis
- Urophorus rubripennis
- Xenostrongylus canariensis
- Xenostrongylus deyrollei
- Xenostrongylus plazae
- Xenostrongylus titanus
- Xenostrongylus truncatus
- Xerogethes brisouti
- Xerogethes rotundicollis

### Megalopodidae
W Hiszpanii stwierdzono m.in.:
- Zeugophora flavicollis

### Melyridae
W Hiszpanii stwierdzono m.in.:
- Falsomelyris granulata
- Melyris oblonga
- Melyris versicolor
- Melyrosoma costipenne
- Melyrosoma flavescens
- Melyrosoma hirtum

### Obumierkowate(Monotomidae)
W Hiszpanii stwierdzono m.in.:
- Europs duplicatus
- Europs impressicollis subsp. hierroensis, subsp. palmensis, subsp. impressicollis
- Monotoma bicolor
- Monotoma brevicollis
- Monotoma longicollis
- Monotoma picipes
- Monotoma punctaticollis
- Monotoma quadrifoveolata
- Monotoma spinicollis
- Monotoma testacea
- Rhizophagus aeneus
- obumierek dwuplamkowy (Rhizophagus bipustulatus)
- Rhizophagus cribratus
- Rhizophagus depressus
- Rhizophagus dispar
- Rhizophagus ferrugineus
- Rhizophagus nitidulus
- Rhizophagus parallelocollis
- Rhizophagus perforatus
- Rhizophagus picipes
- Rhizophagus unicolor

### Pawężnikowate(Trogossitidae)
W Hiszpanii stwierdzono m.in.:
- pawężnik syjamski (Lophocateres pusillus)
- Ostoma ferruginea
- Peltis grossa
- Thymalus limbatus
- Leipaspis caulicola
- Leipaspis lauricola
- Leipaspis pinicola
- Nemozoma elongatum
- Temnochila caerulea
- Tenebroides fuscus
- Tenebroides latens
- Tenebroides maroccanus
- ukrytek mauretański (Tenebroides mauritanicus)
- Tenebroides rectus

### Pędrusiowate(Apionidae)
W Hiszpanii stwierdzono m.in.:

- Acentrotypus brunnipes
- Aizobius sedi
- Apion distincticolle
- pędruś czerwony (Apion frumentarium)
- Apion haematodes
- Apion rubens
- Apion rubiginosum
- Aspidapion acerifoliae
- Aspidapion aeneum
- Aspidapion radiolus subsp. chalybeipenne,  subsp. radiolus
- Betulapion simile subsp. simile
- Catapion austrinum
- Catapion burdigalense
- Catapion curtisii
- Catapion natricis
- Catapion pubescens
- Catapion seniculus
- Catapion seriatosetosulum
- Ceratapion basicorne
- Ceratapion calcaratum
- Ceratapion carduorum
- Ceratapion damryi
- Ceratapion dentirostre
- Ceratapion gibbirostre
- Ceratapion longiclava
- Ceratapion onopordi subsp. onopordi
- Ceratapion parens
- Ceratapion penetrans subsp. wanati
- Ceratapion robusticorne
- Ceratapion scalptum subsp. scalptum
- Cistapion cyanescens
- Cyanapion afer
- Cyanapion alcyoneum
- Cyanapion columbinum
- Cyanapion gyllenhalii
- Cyanapion platalea
- Diplapion confluens
- Diplapion detritum
- Diplapion nitens
- Diplapion squamuliferum
- Diplapion stolidum
- Diplapion westwoodi
- Eutrichapion ervi
- Eutrichapion mystriophorum
- Eutrichapion viciae
- Eutrichapion vorax
- Exapion breviusculum
- Exapion compactum subsp. asturiense, subsp. compactum, subsp. fasciolatum
- Exapion difficile
- Exapion elongatissimum
- Exapion fasciolatum
- Exapion fuscirostre subsp. fuscirostre
- Exapion genistae
- Exapion laufferi subsp. laufferi, subsp. paganettii
- Exapion oblongulum
- Exapion putonii
- Exapion reyi
- Exapion subparallelum
- Exapion uliciperda
- Exapion ulicis
- Exapion wagnerianum
- Helianthemapion aciculare
- Helianthemapion kefense
- Helianthemapion velatum
- Hemitrichapion andalusiacum
- Hemitrichapion filicorne
- Hemitrichapion juniperi
- Hemitrichapion lanigerum
- Hemitrichapion pavidum
- Hemitrichapion rapulum
- Hemitrichapion reflexum
- Hemitrichapion sandovali
- Hemitrichapion wagneri
- Hemitrichapion waltoni
- Holotrichapion aethiops
- Holotrichapion gracilicolle
- Holotrichapion ononis subsp. ononis
- Holotrichapion pisi
- Holotrichapion wollastoni
- Ischnopterapion aeneomicans subsp. aeneomicans
- Ischnopterapion cognatum
- Ischnopterapion loti
- Ischnopterapion modestum
- Ischnopterapion plumbeomicans subsp. pericarti, subsp. plumbeomicans
- Ischnopterapion subglabrum
- Ischnopterapion virens
- Ixapion variegatum
- Kalcapion pallipes wątpliwy
- Kalcapion semivittatum subsp. fortunatum, subsp. semivittatum
- Kalcapion separandum
- Lepidapion acuminatum
- Lepidapion argentatum
- Lepidapion canariense
- Lepidapion cretaceum subsp. cretaceum
- Lepidapion curvipilosum
- Lepidapion gallaecianum
- Lepidapion plagiatum
- Lepidapion senex
- Lepidapion spartocytisi
- Lepidapion squamigerum
- Malvapion malvae
- Metapion candidum subsp. candidum
- Metapion hartmanni
- Metapion subcandidum
- Omphalapion beuthini
- Omphalapion buddebergi
- Omphalapion hookerorum
- Omphalapion laevigatum
- Onychapion ferreri
- Onychapion poupillieri
- Onychapion tamarisci
- Oryxolaemus flavifemoratus
- Oryxolaemus scabiosus
- pędruś wykowiec (Oxystoma craccae)
- Oxystoma dimidiatum
- Oxystoma ochropus
- pędruś owocowiec (Oxystoma pomonae)
- Perapion curtirostre
- Perapion hydrolapathi
- Perapion ilvense
- Perapion lemoroi
- Perapion marchicum
- Perapion neofallax
- Perapion violaceum subsp. lopezi, subsp. violaceum
- Phrissotrichum grenieri
- Phrissotrichum joannium
- Phrissotrichum perrisii
- Phrissotrichum sicanum
- Phrissotrichum tubiferum
- Phrissotrichum tubuliferum
- Phrissotrichum wenckeri
- Pirapion immune
- Podapion baenai
- pędruś koniczynowiec (Protapion apricans)
- Protapion assimile
- Protapion dentipes
- Protapion dissimile
- Protapion fulvipes
- Protapion interjectum subsp. interjectum
- Protapion laevicolle
- Protapion nigritarse
- Protapion ocularium
- Protapion ononidis
- Protapion pedale
- pędruś czarnoudek (Protapion trifolii)
- Protapion schoenherri
- Protapion varipe
- Protopirapion atratulum
- Protopirapion kraatzii
- Pseudapion fulvirostre
- Pseudapion moschatae
- Pseudapion rufirostre
- Pseudaplemonus chevrolati
- Pseudaplemonus limonii subsp. limonii, subsp. salarius
- Pseudoperapion brevirostre wątpliwy
- Pseudoprotapion astragali subsp. astragali
- Pseudoprotapion elegantulum
- Pseudostenapion simum wątpliwy
- pędruś długoryjek (Rhopalapion longirostre)
- Squamapion atomarium
- Squamapion cineraceum
- Squamapion elongatum
- Squamapion flavimanum
- Squamapion leucophaeatum
- Squamapion minutissimum
- Squamapion origani
- Squamapion vicinum
- Stenopterapion cantabricum
- Stenopterapion dubium
- Stenopterapion meliloti
- Stenopterapion scutellare
- Stenopterapion tenue
- Taeniapion delicatulum
- Taeniapion rufescens subsp. rufescens
- Taeniapion rufulum
- Taeniapion urticarium subsp. atlanticum, subsp. urticarium
- Taphrotopium sulcifrons

### Pleszakowate(Phalacridae)
W Hiszpanii stwierdzono m.in.:
- Olibrus aenescens
- Olibrus aeneus
- Olibrus affinis
- Olibrus baudueri
- Olibrus bicolor
- Olibrus bimaculatus
- Olibrus bisignatus
- Olibrus castaneus
- Olibrus congener
- łysek połyskliwy (Olibrus corticalis)
- Olibrus flavicornis
- Olibrus liquidus
- Olibrus millefolii
- Olibrus particeps
- Olibrus pygmaeus
- Olibrus reitteri'
- Olibrus singularis
- Olibrus stierlini
- Olibrus subaereus
- Phalacrus brunnipes
- Phalacrus corruscus
- Phalacrus incommodus
- Phalacrus maspalomensis
- Phalacrus maximus
- Phalacrus mayeti
- Phalacrus seriepunctatus
- Phalacrus substriatus
- Stilbus atomarius
- Stilbus oblongus
- Stilbus pannonicus
- Stilbus testaceus
- Tolyphus granulatus
- Tolyphus punctulatus

### Podryjowate(Attelabidae)
W Hiszpanii stwierdzono m.in.:
- oszynda leszczynowiec (Apoderus coryli)
- podryj dębowiec (Attelabus nitens)
- Attelabus variolosus

### Prionoceridae
W Hiszpanii stwierdzono m.in.:
- Lobonyx aeneus

### Przekraskowate(Cleridae)
W Hiszpanii stwierdzono m.in.:
- Canariclerus paivae
- Corynetinus fimetarius
- Denops albofasciatus
- Denops canariensis
- Enoplium serraticorne
- Korynetes geniculatus
- Necrobinus defunctorum
- Necrobinus laufferi
- Opetiopalpus bicolor
- Opetiopalpus hybridus
- Opetiopalpus scutellaris
- Opetiopalpus wagneri
- pasterek domowy (Opilo domesticus)
- Teloclerus compressicornis
- Tilloidea unifasciata
- dłużeń skubacz (Tillus elongatus)
- Tillus flabellicornis
- Tillus ibericus
- barciel kosmatek (Trichodes alvearius)
- Trichodes ammios
- barciel pszczołowiec (Trichodes apiarius)
- Trichodes flavocinctus
- Trichodes leucopsideus
- Trichodes octopunctatus
- Trichodes suturalis
- Trichodes umbellatarum
- Trichodes zaharae

### Ryjkowcowate(Curculionidae)
W Hiszpanii stwierdzono m.in.:

#### Bagoinae
- Bagous andalusiacus
- Bagous argillaceus
- Bagous chevrolati
- Bagous cylindricus
- Bagous exilis
- Bagous franzi
- Bagous fuentei
- Bagous gracilentus
- Bagous guttatus
- Bagous ibericus
- Bagous limosus
- Bagous lutulosus
- Bagous perparvulus
- Bagous revelieri
- Bagous rudicollis
- Bagous robustus
- Bagous sardiniensis
- Bagous septemcostatus
- Bagous subruber
- Bagous vivesi

#### Baridinae
- Aulacobaris andalusiaca
- Aulacobaris corynthia
- Aulacobaris fallax
- Aulacobaris ignifer
- Aulacobaris nivalis
- Aulacobaris malachitica
- Aulacobaris prasina subsp. alcaidei, subsp. prasina
- Baris albomaculata
- Baris rufa
- Eremobaris picturata subsp. opiparis
- Labiaticola korbi
- Labiaticola teruelensis
- Melaleucus sellatus
- Melaleucus spoliatus
- Melanobaris elevata
- Melanobaris erysimoides
- Melanobaris morio
- Melanobaris quadraticollis

#### Curculioninae
- Acentrus histrio
- kwieciak głogowiec (Anthonomus pedicularius)
- kwieciak gruszowiec (Anthonomus piri)
- kwieciak jabłkowiec (Anthonomus pomorum)
- kwieciak pestkowiec (Anthonomus rectirostris)
- kwieciak malinowiec (Anthonomus rubi)
- Anthonomus spilotus
- Anthonomus ulmi
- Archarius ochreatus subsp. ochreatus
- Archarius pyrrhoceras
- Aubeonymus carinicollis
- Aubeonymus danieli
- Aubeonymus franzi
- Aubeonymus mariaefranciscae
- Aubeonymus meregallii
- Aubeonymus pooti
- krótkostopka sosnowa (Brachonyx pineti)
- Bradybatus elongatulus
- Cionellus gibbifrons
- oskrobek krzywonos (Cionus alauda)
- Cionus canariensis
- Cionus hortulanus
- Cionus griseus
- Cionus longicollis subsp. longicollis
- Cionus olivieri
- Cionus schoenherri
- oskrobek trędownikowiec (Cionus scrophulariae)
- Cionus thapsus
- oskrobek towarzyski (Cionus tuberculosus)
- Cionus variegatus
- Cleopomiarus distinctus subsp. distinctus
- Cleopomiarus graminis
- Cleopomiarus hispidulus
- Cleopomiarus meridionalis
- Cleopomiarus micros
- Cleopomiarus plantarum
- słonik kasztanowiec (Curculio elephas)
- słonik żołędziowiec (Curculio glandium)
- słonik dębowiec (Curculio venosus)
- słonik okrajkowiec (Curculio villosus)
- Derelomus chamaeropis
- Derelomus subcostatus
- Dorytomus dejeani
- Dorytomus edoughensis
- wierciotek topolowiec (Dorytomus filirostris)
- wierciotek kusoryjkowy (Dorytomus ictor)
- wierciotek długoręki (Dorytomus longimanus)
- Dorytomus nebulosus
- Dorytomus puberulus
- Dorytomus schoenherri
- Dorytomus tremulae
- Ellescus scanicus
- Geranorhinus brannani
- Gymnetron melinum
- Gymnetron rostellum
- Gymnetron veronicae
- Lignyodes enucleator
- Macrobrachonyx gounellei
- Mecinus aestivus
- Mecinus alternans
- Mecinus circulatus
- Mecinus collaris
- Mecinus comosus
- Mecinus dorsalis
- Mecinus elongatus
- Mecinus labilis
- Mecinus latiusculus
- Mecinus lineicollis
- Mecinus longiusculus
- Mecinus pascuorum
- Mecinus pyraster
- Mecinus simus
- Mecinus tychioides
- Mecinus variabilis
- Miarus ursinus
- Neoderelomus piriformis
- Orchestes erythropus subsp. erythropus, subsp. tricolor
- Orchestes hungaricus
- Orchestes irroratus
- Orchestes sparsus
- Orthochaetes baeticus
- Orthochaetes extensus
- Orthochaetes hirticulus
- Orthochaetes franzi
- Orthochaetes insignis
- Orthochaetes nevadensis
- Orthochaetes pirenaeus
- Orthochaetes rectirostris
- Orthochaetes setiger
- Pachytychius aridicola
- Pachytychius asperatus
- Pachytychius deplanatus
- Pachytychius granulicollis
- Pachytychius haematocephalus
- Pachytychius hordei subsp. squamosus
- Pachytychius lucasi subsp. baeticus
- Pachytychius maculosus
- Pachytychius rotundicollis
- Pachytychius scrobiculatus
- Pachytychius sparsutus
- Pachytychius subasper
- Pachytychius strumarius
- Pachytychius trimacula
- Pseudorchestes flavidus
- Pseudorchestes persimilis subsp. persimilis
- Pseudorchestes tomentosus
- Pseudostyphlus pillumus
- Rhamphus cerdanicus
- Rhamphus subaeneus
- Rhinusa antirrhini
- Rhinusa bipustulata
- Rhinusa canescens
- Rhinusa depressa
- Rhinusa fuentei
- Rhinusa antirrhini
- Rhinusa heydeni
- Rhinusa lanigera
- Rhinusa melas
- Rhinusa moroderi
- Rhinusa neta subsp. neta
- Rhinusa tetra
- Rhinusa vestita
- Sibinia albosquamosa
- Sibinia arenariae
- Sibinia attalica
- Sibinia exigua
- Sibinia femoralis
- Sibinia gallica subsp. gemmans
- Sibinia iberica
- Sibinia pellucens
- Sibinia phalerata
- Sibinia pici
- Sibinia planiuscula subsp. planiuscula
- Sibinia primita
- Sibinia pyrrhodactyla
- Sibinia sericea
- Sibinia sodalis
- Sibinia subelliptica
- Sibinia tychiiformis
- Sibinia variata
- Sibinia viscariae
- Sphincticraerus lethierryi
- Stereonychus fraxini
- Stereonychus phyllireae
- Stereonychus rufobrunneus
- Styphlus penicillus
- Tychius antoinei
- Tychius argentatus
- Tychius aureolus
- Tychius aurichalceus
- Tychius bicolor
- Tychius breviusculus
- Tychius brisouti
- Tychius capucinus
- Tychius cinnamomeus
- Tychius colonnellii
- Tychius consputus
- Tychius cretaceus
- Tychius cuprinus
- Tychius curvirostris
- Tychius decretus
- Tychius depauperatus
- Tychius elegantulus
- Tychius elongatulus
- Tychius farinosus
- Tychius funicularis
- Tychius fuscipes
- Tychius grandicollis
- Tychius grenieri
- Tychius hoffmanni
- Tychius hispanus
- Tychius immaculicollis
- przykrąglik lucerniak (Tychius junceus)
- Tychius laticollis
- Tychius longicollis
- Tychius lopezi
- Tychius medicaginis
- Tychius meliloti
- Tychius oedemerus
- Tychius parallelus
- Tychius picirostris
- przykrąglik koniczyniak (Tychius polylineatus)
- Tychius pusillus
- Tychius pyrenaeus
- przykrąglik zdobniak (Tychius quinquepunctatus) subsp. quinquepunctatus
- Tychius rufipennis
- Tychius rufipes
- Tychius similaris
- Tychius squamulatus
- Tychius stephensi
- Tychius striatulus
- Tychius tessellatus
- Tychius tibialis

#### Cyclominae
- Dichotrachelus baeticus
- Dichotrachelus cantabricus
- Dichotrachelus deferreri
- Dichotrachelus dieckmanni subsp. dieckmanni, subsp. pretiosus
- Dichotrachelus elongatus
- Dichotrachelus espanoli
- Dichotrachelus graellsii subsp. dellabeffaisubsp. graellsii, subsp. quaeritus
- Dichotrachelus laurae subsp. galicianus, subsp. hispaniorum, subsp. laurae
- Dichotrachelus linderi
- Dichotrachelus janetscheki
- Dichotrachelus muscorum
- Dichotrachelus negrei subsp. inopinatus
- Dichotrachelus osellai
- Dichotrachelus pyrenaicus
- Dichotrachelus ribesi
- Dichotrachelus subiasi
- Dichotrachelus verrucosus subsp. valdinazzii,  subsp. verrucosus
- Entomoderus ambiguus
- Entomoderus aspericollis
- Entomoderus bifasciatus
- Entomoderus bonvouloiri
- Entomoderus brevis
- Entomoderus brevitarsis
- Entomoderus brucki
- Entomoderus bruckianus
- Entomoderus carthageniensis
- Entomoderus caudatus
- Entomoderus cobosi
- Entomoderus compactus
- Entomoderus correae
- Entomoderus clitellarius
- Entomoderus crispatus
- Entomoderus desbrochersi
- Entomoderus dilatatus
- Entomoderus escorialensis
- Entomoderus fuentei
- Entomoderus gataensis
- Entomoderus gracilipes
- Entomoderus humeralis
- Entomoderus ignatii
- Entomoderus impressicollis subsp. impressicollis, subsp. pityusensis, subsp. portusveneris
- Entomoderus interruptus
- Entomoderus laesirostris subsp. laesirostris
- Entomoderus lamellicostis
- Entomoderus laticollis
- Entomoderus longulus subsp. interstitialis
- Entomoderus mateui
- Entomoderus melichari
- Entomoderus modestus
- Entomoderus moroderi
- Entomoderus nevadensis
- Entomoderus nodifrons
- Entomoderus oberthueri
- Entomoderus papillatus
- Entomoderus parvus
- Entomoderus perplexus
- Entomoderus plasoni
- Entomoderus pseudasper
- Entomoderus ruteri
- Entomoderus similaris
- Entomoderus stableaui subsp. aubryi, subsp. stableaui, subsp. roudieri
- Entomoderus subfasciatus
- Entomoderus subgracilipes
- Entomoderus tenuipes
- Entomoderus tibiellus
- Entomoderus uncifer
- Entomoderus variabilis
- Entomoderus variegatus
- Gonipterus scutellatus
- Gronops fasciatus
- Gronops luctuosus
- Gronops lunatus
- Listroderes costirostris

#### Entiminae
- Andrion regensteinense
- Aspidiotes cottyi
- Aspidiotes gonzalezi
- Aspidiotes westringii
- Asynonychus godmani
- Attactagenus carinirostris
- Attactagenus ceballosi
- Attactagenus cordubensis
- Attactagenus diecki
- Attactagenus dispar
- Attactagenus moralesi
- Attactagenus plumbeus
- Attactagenus pyriformis
- Attactagenus spinipes
- Attactagenus tarsalis
- Attactagenus zarateae
- Barynotus cantabricus
- Barynotus ibericus
- Barynotus sabulosus
- Barypeithes hispanus
- Barypeithes paganettii
- Barypeithes pyrenaeus
- Barypeithes sulcifrons
- Brachyderes confusus
- Brachyderes grisescens
- choinek szary (Brachyderes incanus)
- Brachyderes lineolatus
- Brachyderes lusitanicus
- Brachyderes marginellus
- Brachyderes pubescens
- Brachyderes rugatus subsp. calvus, subsp. hierroensis, subsp. rugatus, subsp. sculpturatus
- Brachyderes suturalis
- Brachysomus hirtus
- Caenopsis brevisetis
- Caenopsis fissirostris
- Caenopsis formaneki
- Caenopsis larraldi
- Caenopsis reichei
- Caenopsis waltoni
- Cathormiocerus bacaresensis
- Cathormiocerus balearicus
- Cathormiocerus baraudi
- Cathormiocerus biseriatus
- Cathormiocerus bolivari
- Cathormiocerus brevirostris
- Cathormiocerus championi subsp. championi, subsp. cobosi
- Cathormiocerus carpetanus
- Cathormiocerus chevrolati
- Cathormiocerus churchevillei
- Cathormiocerus crassiscapus
- Cathormiocerus curvipes
- Cathormiocerus curviscapus
- Cathormiocerus densestriatus
- Cathormiocerus diecki
- Cathormiocerus elongatulus
- Cathormiocerus espanoli
- Cathormiocerus excursor
- Cathormiocerus fuentei
- Cathormiocerus gaditanus
- Cathormiocerus globicollis
- Cathormiocerus gracilis
- Cathormiocerus hirticulus
- Cathormiocerus horrens
- Cathormiocerus inflatiscapus
- Cathormiocerus irrasus
- Cathormiocerus janetscheki
- Cathormiocerus lapidicola
- Cathormiocerus martinezi
- Cathormiocerus minutus
- Cathormiocerus moraquesi
- Cathormiocerus moroderi
- Cathormiocerus myrmecophilus
- Cathormiocerus nevadensis
- Cathormiocerus palmensis
- Cathormiocerus perforatus
- Cathormiocerus porculus
- Cathormiocerus proximus
- Cathormiocerus pygmaeus
- Cathormiocerus reitteri
- Cathormiocerus sagrensis
- Cathormiocerus salinus
- Cathormiocerus seguranus
- Cathormiocerus sinuatiscapus
- Cathormiocerus socius
- Cathormiocerus tenuicornis
- Cathormiocerus tenuiscapus
- Cathormiocerus terolensis
- Cathormiocerus validiscapus
- Cathormiocerus bacaresensis
- Cathormiocerus variegatus
- Cathormiocerus viedmai
- Caulostrophilus ophthalmicus
- Caulostrophus subsulcatus
- Charagmus cachectus
- oprzędzik łubinowy (Charagmus gressorius)
- oprzędzik szary (Charagmus griseus)
- Charagmus intermedius
- Charagmus variegatus
- Chiloneus pennatus
- Chionostagon albosquamulata
- Chlorophanus gibbosus
- Chlorophanus rugicollis
- zieleńczyk zielonawy (Chlorophanus viridis) subsp. viridis
- Cneorhinus argentifer
- Cneorhinus barcelonicus subsp. barcelonicus wątpliwy
- Coelositona cambricus
- Coelositona cinerascens
- Coelositona latipennis subsp. latipennis, subsp. palmensis
- Coelositona limosus
- Coelositona ocellatus
- Coelositona puberulus
- Coelositona ribesi
- Cycloderes affinis
- Cycloderes ahenus
- Cycloderes araneiformis
- Cycloderes argenteus
- Cycloderes auricollis subsp. auricollis, subsp. aurithorax
- Cycloderes barrosi
- Cycloderes candidulus
- Cycloderes canescens
- Cycloderes chalcogrammus subsp. albidus, subsp. chalcogrammus
- Cycloderes championi
- Cycloderes dispar
- Cycloderes distinctus
- Cycloderes elongatus
- Cycloderes exiguus
- Cycloderes emarginatus
- Cycloderes espanoli
- Cycloderes franzi
- Cycloderes fritillum
- Cycloderes fuentei
- Cycloderes fullo
- Cycloderes glabratus
- Cycloderes granithorax
- Cycloderes gredosensis
- Cycloderes guinardi
- Cycloderes heliophilus
- Cycloderes hirtellus
- Cycloderes inflaticollis
- Cycloderes insidiosus
- Cycloderes intermedius
- Cycloderes lasius
- Cycloderes latithorax
- Cycloderes laufferi
- Cycloderes longipilis
- Cycloderes lusitanicus
- Cycloderes mus
- Cycloderes planicollis
- Cycloderes pretiosus
- Cycloderes pulchellus
- Cycloderes pusillus
- Cycloderes serripes
- Cycloderes setulosus
- Cycloderes squameus
- Cycloderes subahenus
- Cycloderes submetallicus
- Cycloderes substriatus
- Cycloderes subvittatus
- Cycloderes tomentosus
- Cycloderes tonsus
- Cycloderes vittatus
- Cycloderes vitticollis
- Cycloderes umbrinus
- Cyrtolepus metallescens
- Desbrochersella baetica
- Desbrochersella castiliana
- Desbrochersella cinerascens
- Desbrochersella cobosi
- Desbrochersella franzi
- Desbrochersella mediterranea
- Desbrochersella reyesae
- Eusomus freyi
- Foucartia cremieri
- Foucartia elongata
- Geonemus caudulatus
- Geonemus flabellipes
- Geonemus palaui
- Graptus alternans
- Graptus asturiensis
- Graptus magnificus
- Gymnomorphus mononychus
- Herpisticus calvus
- Herpisticus eremita
- Herpisticus hierrensis
- Herpisticus oculatus
- Herpisticus subvestitus
- Heteromeira zariquieyi
- Heydeneonymus amplicollis
- Heydeneonymus cneorhinoides
- Homapterus affinis
- Homapterus brevipennis
- Homapterus nevadensis
- Homapterus punctulatus
- Homapterus subnudus
- Laparocerus aethiops
- Laparocerus alluaudi
- Laparocerus bellus
- Laparocerus bolivari
- Laparocerus brunneus
- Laparocerus canariensis
- Laparocerus compactus
- Laparocerus crassifrons
- Laparocerus crassirostris
- Laparocerus crassus
- Laparocerus curvipes subsp. curvipes, subsp. espanoli
- Laparocerus cymbula
- Laparocerus dacilae
- Laparocerus debilis
- Laparocerus dispar
- Laparocerus dissimilis
- Laparocerus doramasensis
- Laparocerus eliasenae
- Laparocerus ellipticus
- Laparocerus escalerai
- Laparocerus excavatus
- Laparocerus fernandezi
- Laparocerus freyi
- Laparocerus gomerensis
- Laparocerus gracilis
- Laparocerus grayanus
- Laparocerus grossepunctatus subsp. combrecitensis, subsp. grossepunctatus, subsp. longehirtus, subsp. tenuepunctatus
- Laparocerus hirtus
- Laparocerus inaequalis subsp. globulipennis, subsp. inaequalis
- Laparocerus inconspectus
- Laparocerus inflatus
- Laparocerus laevis subsp. laevis, subsp. politus
- Laparocerus lepidopterus subsp. depilis, subsp. lepidopterus, subsp. pecoudi,  subsp. separandus
- Laparocerus longiclava
- Laparocerus mateui
- Laparocerus mendicus
- Laparocerus morio subsp. morio
- Laparocerus nitidirostris
- Laparocerus obscurus
- Laparocerus obsitus subsp. microphthalmus, subsp. obsitus
- Laparocerus occidentalis
- Laparocerus palmensis
- Laparocerus propinquus
- Laparocerus puncticollis subsp. indutus, subsp. puncticollis
- Laparocerus rasus
- Laparocerus rugosicollis
- Laparocerus ruteri
- Laparocerus sanchezi
- Laparocerus scapularis
- Laparocerus sculptus
- Laparocerus squamosus
- Laparocerus subnebulosus
- Laparocerus subopacus
- Laparocerus sulcirostris
- Laparocerus tenellus
- Laparocerus tessellatus
- Laparocerus tetricus
- Laparocerus tibialis
- Laparocerus transversus subsp. buenavistae, subsp. transversus
- Laparocerus undatus
- Laparocerus uyttenboogaarti
- Laparocerus vestitus
- Laparocerus vicinus
- Laparocerus zarazagai
- Leptolepurus meridionalis
- Lichenophagus auctus subsp. auctus, subsp.amplificatus
- Lichenophagus buccatrix
- Lichenophagus impressicollis
- Lichenophagus sculptipennis
- Lichenophagus subnodosus subsp. intermedius, subsp. palmensis, subsp. subcalvus, subsp. subnodosus
- Lichenophagus tesserula subsp. persimilis, subsp. seriesetosus, tesserula
- Meirella florentina
- Meirella suturella
- Nucterocephalus desbrochersi
- Otiorhynchus affaber
- Otiorhynchus alonsoi
- Otiorhynchus altaepeniae
- Otiorhynchus analis
- Otiorhynchus andarensis subsp. allomorphus, subsp. andarensis
- Otiorhynchus arcticus subsp. catalunus, subsp. jugicola, subsp. monticola
- Otiorhynchus atroapterus
- Otiorhynchus auropunctatus
- Otiorhynchus avariae
- Otiorhynchus caunicus
- Otiorhynchus cobosi
- Otiorhynchus cobosorum
- Otiorhynchus collectivus
- Otiorhynchus curlettii
- Otiorhynchus daphnes
- Otiorhynchus davidi
- Otiorhynchus decorus
- Otiorhynchus demandae
- Otiorhynchus dentipes subsp. areolatus, subsp. asturiensis, subsp. dentipes, subsp. donostiae,  subsp. pericarti
- Otiorhynchus edelenginus
- Otiorhynchus ehlersi
- Otiorhynchus gertraudae
- Otiorhynchus getschmanni subsp. getschmanni, subsp. mansillae
- Otiorhynchus gridellii subsp. bonretorni, subsp. gridellii
- Otiorhynchus hirticulus
- Otiorhynchus impressiventris
- Otiorhynchus jaenensis subsp. fernandezcortesi, subsp. jaenensis
- Otiorhynchus juvencus subsp. miramarae
- Otiorhynchus ligneus subsp. colasi
- Otiorhynchus longiusculus
- Otiorhynchus lugens
- Otiorhynchus melanopus
- Otiorhynchus meridionalis
- Otiorhynchus mesnili
- Otiorhynchus mirei subsp. cornonensis, subsp. mirei
- Otiorhynchus montigena
- Otiorhynchus morio subsp. estrellaiensis, subsp. morio, subsp. navaricus, subsp. nigripedes
- Otiorhynchus nevadensis
- Otiorhynchus nimius
- Otiorhynchus oliveri
- Otiorhynchus pajarensis subsp. evanescens, subsp. pajarensis
- Otiorhynchus parvicollis
- Otiorhynchus planophthalmus
- Otiorhynchus procerus subsp. cazorlae
- Otiorhynchus pupillatus
- opuchlak chropawiec (Otiorhynchus raucus) subsp. raucus
- Otiorhynchus reynosae subsp. reynosae, subsp. subreynosae
- Otiorhynchus roudieri
- Otiorhynchus rugifrons
- Otiorhynchus sagax
- Otiorhynchus seriehispidus
- Otiorhynchus setiger
- Otiorhynchus sordidus
- Otiorhynchus sparsiridis
- Otiorhynchus stricticollis subsp. moncayoanus
- Otiorhynchus sulcogemmatus
- Otiorhynchus sylvestris subsp. pseudandarensis, subsp. sylvestris
- Otiorhynchus terricola
- Otiorhynchus torressalai subsp. espagnoli subsp. torressalai
- Otiorhynchus trichophorus
- Otiorhynchus truncatellus
- Otiorhynchus urbionensis
- Otiorhynchus valdemosae
- Otiorhynchus validus
- Otiorhynchus voriseki
- Otiorhynchus zariquieyi
- Pachyrhinus cedri
- Pachyrhinus dentipes
- Pachyrhinus eusomoides
- Pachyrhinus glabratus
- Pachyrhinus ibericus
- Pachyrhinus javeti
- Pachyrhinus lopezi
- zacień sosnowiec (Pachyrhinus mustela)
- Pachyrhinus squamosus
- Philopedon consentaneum
- Philopedon espagnoli
- Philopedon lasierrae
- Philopedon plagiatum
- Philopedon vicinum
- Peritelus espanoli
- Peritelus globulicollis
- Peritelus hybridus
- Peritelus lopezi
- Peritelus senex
- Peritelus setabensis
- Peritelus sphaeroides
- Peritelus susanae
- Phyllobius alpinus
- naliściak srebrniak (Phyllobius argentatus) subsp. argentatus
- naliściak brzozowiak (Phyllobius betulinus) subsp. betulinus
- naliściak truskawczak (Phyllobius glaucus)
- Phyllobius korbi
- naliściak nakrzewiak (Phyllobius maculicornis) subsp. maculicornis
- naliściak pączkojad (Phyllobius oblongus)
- Phyllobius roboretanus
- naliściak gruszkowy (Phyllobius pyri) subsp. pyri
- Phyllobius roboretanus
- Phyllobius squamosus
- Phyllobius tuberculifer
- Phyllobius vespertinus
- naliściak mały (Phyllobius virideaeris) subsp. virideaeris
- Phyllobius xanthocnemus
- Pleurodirus carinula
- Pleurodirus fairmairei
- Polydius bellieri subsp. mirei
- Polydius hispanus subsp. hispanus, subsp. ludificator
- Polydius prodigus subsp. biungulatus, subsp. roudieri
- Polydrusus aeratus subsp. aeratus, subsp. geminatus
- Polydrusus alchemillae
- Polydrusus alveolus
- Polydrusus amoenus
- Polydrusus andalusicus
- Polydrusus balearicus
- Polydrusus bohemani
- Polydrusus castilianus
- kruszczak włochaty (Polydrusus cervinus)
- Polydrusus chrysomela
- Polydrusus clermonti
- Polydrusus confluens
- Polydrusus desbrochersi
- Polydrusus dilutus
- Polydrusus falsosus
- Polydrusus flavipes
- obryzg szkółkowiec (Polydrusus formosus)
- Polydrusus fuscoroseus
- Polydrusus impar subsp. impar
- Polydrusus juniperi
- Polydrusus korbi
- Polydrusus lateralis
- Polydrusus marginatus
- Polydrusus pilosus subsp. pilosus
- obryzg leszczynowiec (Polydrusus pterygomalis)
- Polydrusus pyrenaeus
- Polydrusus setifrons
- Polydrusus smaragdulus
- Polydrusus sparsus
- Polydrusus subglaber
- obryzg przepaskowiec (Polydrusus tereticollis)
- Polydrusus variegatus
- Polydrusus xanthopus
- Pseudobarynotus laticeps wątpliwy
- Pseudomeira adusticornis
- Pseudomeira alonsoi
- Pseudomeira gougeletii
- Pseudomeira grenierii
- Pseudomeira kiesenwetteri
- Pseudomeira quadraticollis
- Pseudomeira tenuicornis
- Pseudomyllocerus sinuatus
- Rhinomias forticornis
- Rhytideres plicatus
- Sciaphilus asperatus
- Sciaphilus costulatus
- Sciaphilus ebeninus
- Simo cremieri
- Simo hirticornis
- Simo schoenherri
- Sitona bicolor subsp. bicolor
- Sitona brachypterus
- Sitona brucki
- Sitona callosus
- Sitona cinnamomeus
- Sitona cylindricollis
- Sitona discoideus
- Sitona gemellatus
- oprzędzik żółtonogi (Sitona hispidulus)
- Sitona humeralis
- Sitona inops
- Sitona lateralis
- Sitona lepidus
- oprzędzik pręgowany (Sitona lineatus)
- Sitona lineellus subsp. lineellus
- Sitona lividipes
- Sitona longulus
- Sitona maroccanus
- Sitona mateui
- Sitona niger
- oprzędzik cętkowany (Sitona puncticollis)
- Sitona striatellus
- oprzędzik koniczynowy (Sitona sulcifrons) subsp. argutulus
- Sitona suturalis
- Sitona tenuis subsp. tenuis
- Sitona waterhousei subsp. waterhousei
- Sitona verecundus
- Sitona virgatus
- Strophomorphus porcellus
- Strophosoma alonsoi
- Strophosoma alticola
- Strophosoma blascoi
- Strophosoma burdigalense
- zmiennik rudonogi (Strophosoma capitatum)
- Strophosoma cobosi
- Strophosoma constrictum
- Strophosoma cristatum
- Strophosoma danieli
- Strophosoma ebenista
- Strophosoma erinaceus
- Strophosoma faber
- Strophosoma flavipes
- Strophosoma formosum
- Strophosoma ganglbaueri
- Strophosoma globulicolle
- Strophosoma globulus
- Strophosoma gonzalezi
- Strophosoma laufferi
- Strophosoma lentisci
- Strophosoma longimanum
- Strophosoma luciae
- Strophosoma manzanalense
- zmiennik czerniawy (Strophosoma melanogrammum) subsp. melanogrammum
- Strophosoma meregallii
- Strophosoma monegrense
- Strophosoma monachus
- Strophosoma nebulosum
- Strophosoma palearius
- Strophosoma pellitum
- Strophosoma perfidum
- Strophosoma pericarti
- Strophosoma picticolle
- Strophosoma poricolle
- Strophosoma pseudoebenista
- Strophosoma puberulum
- Strophosoma sagitta
- Strophosoma sus
- Strophosoma trapezicolle
- Strophosoma tubericolle
- Strophosoma umbilicatum
- Strophosoma urbionense
- Subhaptomerus frieseri subsp. avilai
- Tanymecus albicans
- Tanymecus metallinus
- Tanymecus nevadensis
- Tanymecus palliatus
- Trachyphloeus algesiranus
- Trachyphloeus alternans
- Trachyphloeus angustisetulus
- Trachyphloeus aristatus
- Trachyphloeus asperatus
- Trachyphloeus bifoveolatus
- Trachyphloeus crassicornis
- Trachyphloeus elongatus
- Trachyphloeus guadarramus
- Trachyphloeus heymesi
- Trachyphloeus hispanicus
- Trachyphloeus laticollis
- Trachyphloeus orbipennis
- Trachyphloeus peyerimhoffi
- Trachyphloeus pustulatus
- Trachyphloeus seidlitzii
- Trachyphloeus setiger
- Trachyphloeus solitus
- Trachyphloeus spinimanus
- Trachyphloeus subsetulosus
- Trachyphloeus tenuipes
- Trachyphloeus tenuis

#### Krótkoryjki(Ceutorhynchinae)
- Amalus scortillum
- Aphytobius fuentei
- Aphytobius luctuosus
- Barioxyonyx retectus
- Calosirus terminatus
- Ceutorhynchus aeneicollis
- Ceutorhynchus alternans
- chowacz podobnik (Ceutorhynchus assimilis)
- Ceutorhynchus atomus
- Ceutorhynchus barbareae
- Ceutorhynchus canariensis
- Ceutorhynchus carinatus
- Ceutorhynchus chalibaeus
- Ceutorhynchus coarctatus
- chowacz rzeżuchowiec (Ceutorhynchus cochleariae)
- Ceutorhynchus coerulescens
- Ceutorhynchus constrictus
- Ceutorhynchus chlorophanus
- Ceutorhynchus curtulus
- chowacz tasznikowiec (Ceutorhynchus erysimi)
- Ceutorhynchus fallax
- Ceutorhynchus flavomarginatus
- Ceutorhynchus fulvipes
- Ceutorhynchus fulvitarsis
- Ceutorhynchus gallorhenanus
- Ceutorhynchus gilvirostrs
- Ceutorhynchus gracilis
- Ceutorhynchus grenieri
- Ceutorhynchus griseus
- Ceutorhynchus hirtulus
- Ceutorhynchus ignitus
- Ceutorhynchus inaffectatus
- Ceutorhynchus insidiosus
- Ceutorhynchus intersetosus
- Ceutorhynchus laetus
- Ceutorhynchus lepidi
- chowacz liściowiec (Ceutorhynchus leprieuri)
- Ceutorhynchus leucorhamma
- Ceutorhynchus micans
- Ceutorhynchus minutus
- Ceutorhynchus mohri
- chowacz brukwiaczek (Ceutorhynchus napi)
- Ceutorhynchus nevadensis
- Ceutorhynchus obstrictus
- Ceutorhynchus perrisi
- Ceutorhynchus picitarsis
- Ceutorhynchus pumilio
- Ceutorhynchus pyrrhorhynchus
- Ceutorhynchus resedae
- Ceutorhynchus rufipes
- Ceutorhynchus rugicollis
- Ceutorhynchus rusticus
- Ceutorhynchus sardeanensis
- Ceutorhynchus similis
- Ceutorhynchus sophiae
- Ceutorhynchus squamulosus
- Ceutorhynchus steineri
- Ceutorhynchus striatellus
- Ceutorhynchus subpilosus
- Ceutorhynchus sulcatus
- chowacz granatek (Ceutorhynchus sulcicollis)
- Ceutorhynchus tenuirostris
- Ceutorhynchus tibialis
- Ceutorhynchus typhae
- Ceutorhynchus unguicularis
- Ceutorhynchus viridipennis
- Coeliastes lamii
- Coeliodes transversealbofasciatus
- Coeliodes trifasciatus
- Coeliodes ilicis
- Coeliodes rana
- Coeliodes ruber
- Coeliodes transversealbofasciatus
- Coeliodes trifasciatus
- Coeliodinus rubicundus
- Datonychus arquata
- Datonychus melanostictus
- Datonychus urticae
- Drupenatus nasturtii
- Ectamnogaster caviventris
- Ethelcus denticulatus
- Glocianus africanus
- Glocianus distinctus
- Glocianus granulithorax
- Glocianus lethierryi
- Glocianus nebulosus
- Glocianus pilosellus
- Glocianus punctiger
- Hadroplontus litura
- Hadroplontus trimaculatus
- Hesperorrhynchus dentipes
- Hesperorrhynchus hesperus
- Hesperorrhynchus incautus
- Hesperorrhynchus phytobioides
- Hypurus bertrandi
- Mesoxyonyx hispanicus
- Micrelus ericae
- Micrelus ferrugatus
- Microplontus campestris
- Microplontus molitor
- Microplontus rugulosus
- Mogulones abbreviatulus
- Mogulones annibal
- Mogulones arcasi
- Mogulones asperifoliarum
- Mogulones aubei
- Mogulones biondii
- Mogulones borraginis
- Mogulones crucifer
- Mogulones cingulatus
- Mogulones deiectus
- Mogulones diecki
- Mogulones gibbicollis
- Mogulones larvatus
- Mogulones geographicus
- Mogulones gratiosus
- Mogulones peregrinus
- Mogulones pseudopollinarius
- Mogulones soricinus
- Mogulones tessellatus
- jednorek kosaćcowy (Mononychus punctumalbum)
- Mononychus rondoui
- Mononychus superciliaris
- chowacz makówkowiec (Neoglocianus maculaalba)
- Neophytobius granatus
- Oprohinus picipennis
- Oreorrhynchaeus hispanicus
- Paracoeliodes conformis
- Parethelcus nesicola
- Parethelcus pollinarius
- Paroxyonyx cinctus
- Paroxyonyx imitator
- Pelenomus commari
- Pelenomus quadricorniger
- Pelenomus quadrituberculatus
- Pelenomus waltoni
- Phrydiuchus quijote
- Phytobius leucogaster
- Prisistus biscutellatus
- Prisistus obsoletus
- Pseudophytobius acalloides subsp. acalloides, subsp. saltator
- Ranunculiphilus faeculentus
- Ranunculiphilus italicus
- Ranunculiphilus obscurus
- Sirocalodes depressicollis
- Sirocalodes mixtus
- Sirocalodes nigroterminatus
- Sirocalodes quercicola
- Stenocarus cardui
- tuszel makowiec (Stenocarus ruficornis)
- Thamiocolus niveus
- Thamiocolus kraatzi
- Thamiocolus pubicollis
- Thamiocolus subulatus
- Thamiocolus wollastoni
- Theodorinus hispanicus
- Trichosirocalus briesei
- Trichosirocalus dawsoni
- Trichosirocalus histrix
- Trichosirocalus horridus
- Trichosirocalus rufulus
- Trichosirocalus troglodytes
- Trichosirocalus urens

#### Krytoryjki(Cryptorhynchinae)
- Acalles acutus
- Acalles aeonii
- Acalles aeonisimilis
- Acalles alluaudi
- Acalles almeriaensis
- Acalles anagaensis
- Acalles argillosus
- Acalles aubei
- Acalles bazaensis
- Acalles bodegensis
- Acalles breiti
- Acalles camelus
- Acalles cedroensis
- Acalles edoughensis
- Acalles euphorbiacus
- Acalles gadorensis
- Acalles globulipennis
- Acalles grancanariensis
- Acalles fortunatus
- Acalles hakani subsp. hakani, subsp. tagasaste
- Acalles humerosus
- Acalles instabilis
- Acalles lanzarotensis
- Acalles lepidus
- Acalles longus
- Acalles maraoensis
- Acalles misellus
- Acalles muelleri
- Acalles mundus
- Acalles nubilosus
- Acalles olcesei
- Acalles pedestris
- Acalles pilula
- Acalles poneli
- Acalles ptinoides
- Acalles pulchellus
- Acalles ruteri
- Acalles sarothamni
- Acalles senilis subsp. senilis
- Acalles sierrae
- Acalles sigma
- Acalles silosensis
- Acalles sonchi
- Acalles xerampelinus
- Acallocrates minutesquamosus
- Calacalles affinis
- Calacalles atomarius
- Calacalles exiguus
- Calacalles fuerteventurensis
- Calacalles minutus
- Calacalles moraguesi
- Calacalle pumilio
- Calacalles pusillus
- Calacalles seticollis
- Camptorhinus simplex
- Camptorhinus statua wątpliwy
- krytoryjek olchowiec (Cryptorhynchus lapathi)
- Dichromacalles diocletianus
- Dichromacalles dromedarius
- Dichromacalles fernandezi
- Dichromacalles lentisci
- Dichromacalles querilhaci
- Dichromacalles tuberculatus
- Echinodera andalusiensis
- Echinodera angulipennis
- Echinodera benahoarita
- Echinodera compacta
- Echinodera crenata
- Echinodera gomerensis
- Echinodera hystrix
- Echinodera incognita
- Echinodera palmaensis
- Echinodera orbiculata
- Echinodera personata
- Echinodera picta
- Echinodera pseudohystrix
- Echinodera roudieri
- Echinodera tenoensis
- Kyklioacalles astragali
- Kyklioacalles barbarus
- Kyklioacalles erinaceus
- Kyklioacalles nevadaensis
- Kyklioacalles punctaticollis subsp. meteoricus, subsp. punctaticollis
- Kyklioacalles reginae
- Kyklioacalles reinosae
- Kyklioacalles roboris
- Kyklioacalles teter
- Kyklioacalles yestensis
- Onyxacalles bermejaensis
- Onyxacalles henoni
- Onyxacalles luigionii
- Onyxacalles neglectus
- Onyxacalles portusveneris
- Onyxacalles pyrenaeus
- Onyxacalles ringeli
- Onyxacalles seguraensis
- Onyxacalles verrucosus
- Paratorneuma franzi
- Paratorneuma lindrothi
- Paratorneuma orbatum
- Ruteria hypocrita
- Ruteria paganettii
- Somodytes escolai
- Torneuma canariense
- Torneuma mateui
- Torneuma mesegueri
- Torneuma morandae
- Torneuma solarii
- Torneuma viti

#### Lixinae
- Asproparthenis crotchi
- Asproparthenis meridionalis
- szarek komośnik (Asproparthenis punctiventris) subsp. punctiventris
- Bangasternus diecki
- Bangasternus siculus
- Bangasternus villosus
- Bothynoderes affinis
- Broconius professus
- szarek ostowiec (Cleonis pigra)
- Coniocleonus amori
- Conorhynchus brevirostris
- Coniocleonus cicatricosus
- Conorhynchus conicirostris
- Coniocleonus crinipes
- Coniocleonus excoriatus
- Coniocleonus graellsi
- Coniocleonus hollbergii
- Conorhynchus martini
- Conorhynchus mendicus
- Coniocleonus nebulosus
- Coniocleonus nigrosuturatus
- Coniocleonus riffensis
- Coniocleonus sejunctus
- Coniocleonus tabidus
- Coniocleonus variolosus
- Cyphocleonus armitagei
- Cyphocleonus dealbatus
- Cyphocleonus hedenborgi
- Cyphocleonus sventeniusi
- Ephimeronotus miegii
- Gasteroclisus augurius
- Larinus adjectus
- Larinus afer
- Larinus albocinctus
- Larinus australis
- Larinus brenskei
- Larinus cynarae
- Larinus escorialensis
- Larinus ferrugatus
- Larinus flavescens
- Larinus immitis
- Larinus jaceae
- Larinus latus
- Larinus lethierryi
- Larinus longirostris
- Larinus maurus
- Larinus nanus
- Larinus obesulus
- Larinus reichei
- Larinus rugulosus
- Larinus schoenherri
- Larinus scolymi
- Larinus siculus
- Larinus sturnus
- Larinus suborbicularis
- Larinus turbinatus
- Larinus ursus
- Leucomigus tesselatus
- Leucophyes martorellii
- Leucophyes pedestris
- Lixomorphus algirus
- Lixus acicularis
- Lixus albomarginatus
- Lixus anguinus
- Lixus ascanii
- kulczanka szczawiowa (Lixus bardanae)
- Lixus brevipes subsp. brevipes
- Lixus brevirostris
- Lixus cardui
- Lixus castellanus
- Lixus cruciferae
- Lixus curvirostris
- kulczanka plamista (Lixus cylindrus)
- Lixus filiformis
- Lixus flaveolus
- Lixus hypocrita
- kulczanka kosaćcówka (Lixus iridis)
- Lixus juncii
- Lixus linearis
- Lixus mucronatus
- Lixus myagri
- Lixus ochraceus
- kulczanka ślazówka (Lixus pulverulentus)
- Lixus puncticollis
- Lixus pinkeri
- Lixus rosenschoeldi
- Lixus rumicis
- Lixus scabricollis
- Lixus scolopax
- Lixus spartii
- Lixus ulcerosus
- Lixus umbellatarum
- Lixus vilis
- Mecaspis alternans
- Mecaspis bedeli
- Mecaspis emarginata
- Mecaspis nana
- Mecaspis striatella
- Microlarinus diecki
- Microlarinus eliasenae
- Microlarinus lareynii
- Pachycerus segnis
- Pseudocleonus carinatus
- Pseudocleonus cinereus
- cudzich brunatny (Pseudocleonus grammicus)
- Pseudocleonus senilis
- Pycnodactylopsis tomentosa
- Resmecaspis pecoudi
- Rhabdorrhynchus mixtus
- Rhabdorrhynchus seriegranosus
- Rhinocyllus conicus
- Rhinocyllus oblongus
- Trachydemus rugosus
- Xanthochelus cinctiventris subsp. marmottani

#### Mesoptiliinae
- wałczyk podobny (Magdalis duplicata)
- Magdalis exarata
- wałczyk stalowy (Magdalis frontalis)
- Magdalis linearis
- wałczyk sosnowiec (Magdalis memnonia)
- Magdalis punctulata
- Magdalis rufa
- wałczyk rudorogi (Magdalis ruficornis)

#### Trzenie(Cossoninae)
- Amaurorhinus bewickianus
- Amaurorhinus clermonti subsp. clermonti
- Amaurorhinus folwacznyi
- Amaurorhinus minimus
- Amaurorhinus monizianus
- Amaurorhinus obscuripennis
- Amaurorhinus punctipennis
- Amaurorhinus viti
- Aphanommata filum
- Barretonus desertae
- Barretonus hinterseheri
- Barretonus major
- Barretonus minor
- Brachytemnus pinipotens
- Brachytemnus porcatus
- Caulophilus oryzae
- Caulotrupis chevrolatii
- Caulotrupis conicollis
- Caulotrupis erberi
- Caulotrupis impius
- Caulotrupis lacertosus
- Caulotrupis lucifugus
- Caulotrupis opacus
- Caulotrupis pyricollis
- Caulotrupis subnitidus
- Caulotrupis terebrans
- Choerorhinus squalidus
- trzeń krótkoryjkowy (Cossonus linearis)
- trzeń długoryjkowy (Cossonus parallelepipedus)
- Cotaster cuneipennis
- Euophryum confine
- Euophryum rufum
- Hexarthrum capitulum
- Hexarthrum exiguum
- Leipommata calcarata
- Lindbergius curtus
- Melicius cylindrus
- Melicius gracilis
- Mesites aquitanus
- Mesites ater
- Mesites cunipes
- Mesites fusiformis subsp. fusiformis, subsp. jubae
- Mesites hozmani
- Mesites mimoides
- Mesites pallidipennis
- Mesites pubipennis
- Onycholips bifurcatus
- Pentarthrum huttoni
- Pentatemnus arenarius subsp. arenarius
- Pentatemnus ochotorenai
- Phloeophagus lignarius
- Phloeophagus thompsoni
- Proeces reticulatus
- Pselactus affinis
- Pselactus calvus
- Pselactus capitulatus
- Pselactus caulium subsp. caulium, subsp. variipennis
- Pselactus folwacznyi
- Pselactus lauri
- Pselactus laurineus
- Pselactus lauri
- Pselactus piceus subsp. piceus, subsp. subparallelus
- Pselactus proximus
- Pselactus simplicipes
- butwiak owłosiony (Pselactus spadix) subsp. spadix
- Pseudophloeophagus aeneopiceus
- Pseudophloeophagus tenax
- Rhopalomesites complanatus
- Rhopalomesites euphorbiae
- Rhopalomesites maderensis
- Rhopalomesites palmi
- Rhopalomesites persimilis subsp. gomerensis, subsp. persimilis
- Rhopalomesites proximus
- krócieniec czarny (Rhyncolus ater)
- Rhyncolus crassicornis
- krócieniec wysmukły (Rhyncolus elongatus)
- Rhyncolus punctatulus
- Rhyncolus reflexus
- krócieniec urzeźbiony (Rhyncolus sculpturatus)
- Rhyncolus strangulatus
- Stenoscelis submuricata
- Stereocorynes truncorum

#### Ziołomirki(Hyperinae)
- Bubalocephalus espagnoli
- Bubalocephalus kiesenwetteri
- Bubalocephalus rotundicollis
- Bubalocephalus vivesi
- Coniatus deyrollei
- Coniatus repandus
- Coniatus suavis
- Coniatus tamarisci
- Donus austerus
- Donus brevirostris
- Donus chevrolati
- Donus circumvagus
- Donus dauci
- Donus delarouzei
- Donus fallax
- Donus isabellinus
- Donus lunatus
- Donus hispanicus subsp. hispanicus, subsp. tortuosus
- Donus perplexus
- Donus perrisi
- Donus philanthus
- Donus solarii
- Donus tumidus
- Donus zoilus
- Hypera arator
- Hypera arundinis
- Hypera conmaculata
- Hypera constans
- Hypera dapalis
- Hypera jucunda
- Hypera lethierryi
- Hypera maculipennis
- Hypera melarhynchus
- Hypera miles
- ziołomirek ciemnopasy (Hypera nigrirostris)
- Hypera ononidis
- ziołomirek odlotek (Hypera plantaginis)
- ziołomirek lucernowy (Hypera postica)
- ziołomirek szczawiowiec (Hypera rumicis)
- Hypera scolymi
- Hypera venusta
- ziołomirek wykowy (Hypera viciae)
- Limobius borealis subsp. borealis
- Metadonus gracilentus
- Metadonus vuillefroyanus
- Neoglanis biglobosus
- Neoglanis ibericus
- Neoglanis montivagus
- Neoglanis obtusus subsp. cazorlae, subsp. obtusus
- Neoglanis quadratocollis
- Neoglanis sierranus
- Neoglanis tristis
- Pachypera kraatzi

### Skórnikowate(Dermestidae)
W Hiszpanii stwierdzono m.in.:

- Anthrenus angustefasciatus
- Anthrenus bellulus
- Anthrenus coloratus
- Anthrenus delicatus
- Anthrenus festivus
- Anthrenus flavipes
- Anthrenus fuscus
- Anthrenus goliath
- Anthrenus miniopictus
- Anthrenus minor
- Anthrenus minutus
- Anthrenus molitor
- Anthrenus munroi
- Anthrenus oberthueri
- Anthrenus pimpinellae
- mrzyk krostowiec (Anthrenus scrophulariae)
- Anthrenus sordidulus
- mrzyk dziewannowiec (Anthrenus verbasci)
- Attagenus abbreviatus
- Attagenus antennatus
- Attagenus anthrenoides
- Attagenus bifasciatus
- Attagenus brunneus
- Attagenus civetta
- Attagenus cyphonoides
- Attagenus decoloratus
- Attagenus escalerai
- Attagenus fallax
- Attagenus fasciatus
- Attagenus hirtulus
- Attagenus incognitus
- Attagenus lobatus
- Attagenus maritimus
- Attagenus multifasciatus
- Attagenus obtusus
- Attagenus pantherinus
- szubak dwukropek (Attagenus pellio)
- Attagenus posticalis
- Attagenus rossii
- Attagenus trifasciatus
- Attagenus unicolor
- Attagenus wollastoni
- Attagenus ziegleri
- Ctesias serra
- Dermestes ater
- Dermestes bicolor
- Dermestes aurichalceus
- Dermestes carnivorus
- Dermestes erichsoni
- Dermestes frischi
- Dermestes fuliginosus
- Dermestes gyllenhali
- Dermestes haemorrhoidalis
- Dermestes hankai
- Dermestes hirticollis
- Dermestes hispanicus
- Dermestes laniarius
- skórnik słoniniec (Dermestes lardarius)
- Dermestes leechi
- Dermestes maculatus
- skórnik myszatek (Dermestes murinus)
- Dermestes mustelinus
- Dermestes olivieri
- Dermestes pardalis
- Dermestes peruvianus
- Dermestes sardous
- Dermestes szekessyi
- Dermestes undulatus
- Globicornis bifasciata
- Globicornis corticalis
- Globicornis emarginata
- Globicornis fasciata
- Globicornis nigripes
- Globicornis sulcata
- Globicornis variegata
- Megatoma undata
- Orphilus beali
- Orphilus niger
- Phradonoma nobile
- Phradonoma villosulum
- Thorictodes heydeni
- Thorictus canariensis
- Thorictus cobosi
- Thorictus consimilis
- Thorictus deviedmai
- Thorictus ehlersii
- Thorictus escalerai
- Thorictus escorialanus
- Thorictus franzi
- Thorictus gigas
- Thorictus grandicollis
- Thorictus helleri
- Thorictus lindbergi
- Thorictus mauritanicus
- Thorictus subpusillus
- Thorictus sulcicollis
- Thorictus tamatabanus
- Thorictus tejedanus
- Thorictus tenerifanus
- Thorictus vestitus
- Thorictus wollastoni
- Thylodrias contractus
- Trinodes hirtus
- Trogoderma albonotatum
- Trogoderma glabrum
- Trogoderma granarium
- Trogoderma inclusum
- Trogoderma versicolor

### Sphindidae
W Hiszpanii stwierdzono m.in.:
- Aspidiphorus lareyiniei wątpliwy
- Aspidiphorus orbiculatus
- Sphindus dubius

### Spichrzelowate(Silvanidae)
W Hiszpanii stwierdzono m.in.:
- Ahasverus advena
- Airaphilus carpetanus
- Airaphilus doramas
- Airaphilus ferrugineus
- Airaphilus filiformis
- Airaphilus geminus
- Airaphilus grouvellei
- Airaphilus nasutus subsp. balearicus, subsp. nasutus
- Airaphilus nubigena
- Airaphilus peyerimhoffi
- Airaphilus subferrugineus
- Cathartus quadricollis
- Dendrophagus crenatus
- Monanus concinnulus
- Nausibius clavicornis
- Oryzaephilus mercator
- spichrzel surynamski (Oryzaephilus surinamensis)
- Psammoecus bipuncatatus
- Silvanoprus fagi
- Silvanus bidentatus
- Silvanus unidentatus
- Uleiota planata

### Stonkowate(Chrysomelidae)
W Hiszpanii stwierdzono m.in.:

#### Chrysomelinae
- Chrysolina affinis subsp. hecataia, subsp. indomita, subsp. rufofemorata, subsp. vicinitatis
- Chrysolina americana
- Chrysolina analis
- Chrysolina aveyronenesis subsp. aveyronensis
- Chrysolina baetica subsp. nevadensis
- Chrysolina bankii
- Chrysolina bicolor
- Chrysolina carnifex subsp. cruentata, subsp. fossulata
- Chrysolina cerealis subsp. cerealis
- Chrysolina colasi
- Chrysolina costalis
- Chrysolina curvilinea
- Chrysolina diluta
- złotka jasnotowa (Chrysolina fastuosa) subsp. fastuosa, subsp. ventricosa
- Chrysolina femoralis subsp. balanyensis, subsp. femoralis, subsp. ootypa, subsp. parumnitens, subsp. pernitescens, subsp. putealis
- Chrysolina fortunata
- Chrysolina fuliginosa subsp. espanoli, subsp. fuliginosa
- złotka tęczowa (Chrysolina graminis) subsp. mediterranea
- Chrysolina grancanariensis
- Chrysolina grossa subsp. chloromaura, subsp. tingitana
- złotka babkówka (Chrysolina haemoptera) subsp. haemoptera
- Chrysolina helopioides subsp. helopioides, subsp. korbi
- złotka miętówka (Chrysolina herbacea) subsp. herbacea
- złotka malachitówka (Chrysolina hyperici) subsp. hyperici
- Chrysolina interstincta subsp. graellsi
- Chrysolina kuesteri subsp. friderici
- Chrysolina latecincta subsp. decipiens, subsp. epipleurica, subsp. sierrana, subsp. tarragonensis
- Chrysolina lepida subsp. lepida
- Chrysolina limbata subsp. limbata
- Chrysolina lucida subsp. lucida, subsp. suarezi, subsp. torresi
- Chrysolina lucidicollis subsp. grossepunctata, subsp. lucidicollis
- Chrysolina mactata subsp. insignis subsp. mactata
- Chrysolina marginata subsp. iniussa, subsp. sculpticollis
- Chrysolina obsoleta
- Chrysolina peregrina subsp. peregrina
- złotka cynobrowa (Chrysolina polita) subsp. polita
- Chrysolina quadrigemina
- Chrysolina rufoaenea
- Chrysolina salviae subsp. catalonica
- złotka lnicowa (Chrysolina sanguinolenta)
- Chrysolina stachydis subsp. stachydis
- Chrysolina tagana
- Chrysolina timarchoides
- złotka dziurawcówka (Chrysolina varians)
- Chrysolina vernalis subsp. cantabrica, subsp. pyrenaica
- Chrysolina viridana subsp. chloris
- Chrysolina wollastoni
- Colaspidema barbarum
- Colaspidema dufouri
- Cyrtonus almeriensis
- Cyrtonus angusticollis
- Cyrtonus arcasi
- Cyrtonus brevis
- Cyrtonus contractus
- Cyrtonus cupreovirens
- Cyrtonus curtus
- Cyrtonus cylindricus
- Cyrtonus dorsolineatus
- Cyrtonus ehlersi
- Cyrtonus eumolpus
- Cyrtonus fairmairei
- Cyrtonus franzi
- Cyrtonus heydeni
- Cyrtonus majoricensis
- Cyrtonus martorelli
- Cyrtonus mateui
- Cyrtonus minor
- Cyrtonus montanus
- Cyrtonus oomorphus
- Cyrtonus pardoi
- Cyrtonus puncticeps
- Cyrtonus punctipennis
- Cyrtonus rotundatus
- Cyrtonus ruficornis
- Cyrtonus strictus
- Cyrtonus thoracicus
- Entomoscelis adonidis
- Entomoscelis rumicis
- Leptinotarsa decemlineata (Gastrophysa polygoni)
- Gastrophysa unicolor
- Gonioctena aegrota subsp. aegrota, subsp. litoralis, subsp. nana
- Gonioctena leprieuri
- Gonioctena olivacea
- Gonioctena pseudogobanzi
- Gonioctena variabilis
- Hydrothassa glabra
- Hydrothassa fairmairei
- Neophaedon pseudopyritosus
- podhalanka baldaszówka (Oreina alpestris) subsp. nigrina
- podhalanka karpacka (Oreina caerulea) subsp. caerulea
- Oreina fairmairiana
- Oreina ganglbaueri
- Oreina ludovicae
- podhalanka zmiennobarwna (Oreina speciosissima) subsp. convergens, subsp. priela
- Phaedon menthae
- Phaedon tumidulus
- pomoczadłek bagiennik (Prasocuris phellandrii)
- Prasocuris vicina
- Timarcha affinis
- Timarcha apricaria
- Timarcha aragonica subsp. aragonica, subsp. spectacula
- Timarcha aurichalcea
- Timarcha asturiensis subsp. asturiensis, subsp. convexifrons
- Timarcha balearica
- Timarcha calceata
- Timarcha catalaunensis subsp. belchitensis, subsp. catalaunensis
- Timarcha chalcosoma
- Timarcha chloropus subsp. chloropus, subsp. semilaevis
- Timarcha coarcticollis subsp. coarcticollis
- Timarcha cyanescens subsp. cyanescens, subsp. leseleuci
- Timarcha daillei subsp. cylindricollis, subsp. daillei, subsp. pseudoperezi, subsp. pygmaeola, subsp. rhilensis
- Timarcha elliptica
- Timarcha espanoli
- Timarcha fallax subsp. fallax, subsp. piochardi, subsp. sagrensis, subsp. tortosensis
- Timarcha geniculata
- Timarcha globipennis
- Timarcha gougeleti
- Timarcha granadensis subsp. dislocata, subsp. granadensis
- Timarcha gravis
- Timarcha hispanica subsp. hispanica, subsp. laevisterna, subsp. rugipennis, subsp. sobrina, subsp. transversicollis
- Timarcha heydeni
- Timarcha insparsa
- Timarcha intermedia
- Timarcha interstitialis subsp. interstitialis, subsp. sinuaticollis
- Timarcha kiesenwetteri
- Timarcha marginicollis
- Timarcha monserratensis
- Timarcha monticola subsp. altimontana, subsp. monticola
- Timarcha oblongula
- Timarcha obsoleta
- Timarcha parvicollis subsp. elocata, subsp. nitendula, subsp. parvicollis
- Timarcha perezi subsp. perezi, subsp. vivesi
- Timarcha pontavicei
- Timarcha recticollis
- Timarcha seidlitzi
- Timarcha sphaeroptera
- Timarcha strangulata subsp. aubryi, subsp. breiti, subsp. decens, subsp. epipleuralis, subsp. pseudostrangulata, subsp. sculptipennis, subsp. strangulata
- Timarcha strophium
- Timarcha temperei
- Timarcha tenebricosa subsp. transgrediens
- Timarcha tenuicornis
- Timarcha trapezicollis

#### Criocerinae
- poskrzypka szparagowa (Crioceris asparagi)
- poskrzypka dwunastokropkowa (Crioceris duodecimpunctata)
- Crioceris macilenta
- Crioceris paracenthesis
- skrzypionka ostrożeniówka (Lema cyanella)
- poskrzypka liliowa (Lilioceris lilii)
- poskrzypka cebulowa (Lilioceris merdigera)
- Oulema duftschmidi
- Oulema erichsonii
- skrzypionka błękitka (Oulema gallaeciana)
- Oulema hoffmannseggii
- skrzypionka zbożowa (Oulema melanopus)
- Oulema rufocyanea
- Oulema tristis

#### Cryptocephalinae
- Cheilotoma erythrostoma subsp. italica wątpliwy
- Chilotomina moroderi subsp. bacarescensis subsp. moroderi
- Chilotomina nigritarsis
- Chilotomina korbi
- Chilotomina oberthuri
- Clytra atraphaxidis subsp. atraphaxidis
- Clytra espanoli
- moszenica wierzbówka (Clytra laeviuscula)
- moszenica czterokropka (Clytra quadripunctata) subsp. puberula subsp. quadripunctata
- Coptocephala brevicornis
- Coptocephala chalybaea subsp. chalybaea
- Coptocephala linnaeana
- głowienka szkarłatka (Coptocephala rubicunda) subsp. rubicunda
- Coptocephala scopolina subsp. alticola, subsp. floralis, subsp. nana, subsp. punctata, subsp. scopolina
- Coptocephala unicolor
- głowienka baldaszkówka (Coptocephala unifasciata) subsp. unifasciata
- Cryptocephalus androgyne subsp. pelleti
- Cryptocephalus anticus
- Cryptocephalus aquitanus
- Cryptocephalus asturiensis
- Cryptocephalus aureolus
- Cryptocephalus baeticus
- Cryptocephalus bahilloi
- Cryptocephalus bameuli
- Cryptocephalus biguttatus
- zmróżka złocieniowa (Cryptocephalus bilineatus)
- Cryptocephalus bipunctatus subsp. bipunctatus
- Cryptocephalus cantabricus
- Cryptocephalus chrysopus
- Cryptocephalus celtibericus
- Cryptocephalus cordiger
- zmróżka leszczynowa (Cryptocephalus coryli)
- Cryptocephalus crassus
- Cryptocephalus cynarae
- Cryptocephalus danieli
- Cryptocephalus elegantulus
- Cryptocephalus espanoli
- Cryptocephalus excisus
- Cryptocephalus flavipes
- zmróżka żółtawa (Cryptocephalus fulvus) subsp. fulvus
- Cryptocephalus gounellei
- Cryptocephalus globicollis
- Cryptocephalus infirmior
- Cryptocephalus imperialis
- Cryptocephalus ingamma'
- Cryptocephalus jocularius subsp. baguenai
- Cryptocephalus labiatus
- Cryptocephalus limbifer
- Cryptocephalus lineellus
- Cryptocephalus lividimanus
- Cryptocephalus loreyi
- Cryptocephalus luridicollis subsp. luridicollis
- Cryptocephalus lusitanicus
- Cryptocephalus macellus
- Cryptocephalus majoricensis
- Cryptocephalus marginatus
- Cryptocephalus mayeti
- zmróżka dziurawcówka (Cryptocephalus moraei)
- Cryptocephalus moroderi
- Cryptocephalus muellerianus
- Cryptocephalus mystacatus
- Cryptocephalus nitidicollis
- Cryptocephalus nitidulus
- Cryptocephalus nitidus
- Cryptocephalus obliteratifer
- Cryptocephalus ocellatus subsp. ocellatus
- Cryptocephalus ochroleucus subsp. ochroleucus
- Cryptocephalus octoguttatus
- Cryptocephalus octomaculatus
- zmróżka ośmioplamka (Cryptocephalus octopunctatus)
- Cryptocephalus pallifrons
- Cryptocephalus parvulus subsp. parvulus
- Cryptocephalus pexicollis
- zmróżka sosnowa (Cryptocephalus pini) subsp. pini
- Cryptocephalus podager
- Cryptocephalus politus
- Cryptocephalus pominorum
- Cryptocephalus primarius
- Cryptocephalus pseudolusitanicus
- Cryptocephalus pulchellus
- Cryptocephalus puncticollis
- Cryptocephalus pusillus
- Cryptocephalus pygmaeus subsp. pygmaeus
- Cryptocephalus quadripunctatus
- Cryptocephalus ramburii
- Cryptocephalus rufipes
- Cryptocephalus rugicollis
- Cryptocephalus saucius
- Cryptocephalus schaefferi subsp. schaefferi
- zmróżka złotawa (Cryptocephalus sericeus) subsp. sericeus
- zmróżka sześcioplamka (Cryptocephalus sexpunctatus)
- Cryptocephalus sexpustulatus
- Cryptocephalus simoni
- Cryptocephalus sulphureus
- Cryptocephalus terolensis
- Cryptocephalus tetraspilus
- Cryptocephalus tibialis
- Cryptocephalus tramuntanae
- Cryptocephalus trapezicollis
- Cryptocephalus trimaculatus
- Cryptocephalus tristigma
- Cryptocephalus violaceus subsp. violaceus
- zmróżka paskowana (Cryptocephalus vittatus)
- Labidostomis bolivari subsp. garciaolmoi
- Labidostomis ghilianii
- Labidostomis hordei
- Labidostomis humeralis
- nawarżka długonoga (Labidostomis longimana)
- Labidostomis lucida
- Labidostomis lusitanica
- Labidostomis nevadensis
- Labidostomis pallidipennis
- Labidostomis taxicornis subsp. taxicornis
- Labidostomis tridentata
- Lachnaia cylindrica
- Lachnaia gallaeca
- Lachnaia hirta
- Lachnaia paradoxa
- Lachnaia pseudobarathraea
- Lachnaia puncticollis
- Lachnaia pubescens
- Lachnaia tristigma
- Lachnaia variolosa
- Macrolenes dentipes
- Otiocephala opaca
- Otiothraea avilai
- Otiothraea filabrensis
- Pachybrachis anoguttatus
- Pachybrachis antigae
- Pachybrachis aragonicus
- Pachybrachis azureus
- Pachybrachis baeticus
- Pachybrachis catalonicus subsp. catalonicus
- Pachybrachis elegans
- Pachybrachis danieli subsp. danieli
- Pachybrachis fulvipes subsp. albarracinus, subsp. fulvipes
- uwalec wierzbowiec (Pachybrachis hieroglyphicus)
- Pachybrachis hippophaes
- Pachybrachis kraatzi
- Pachybrachis lineolatus
- Pachybrachis lindbergi
- Pachybrachis pallidulus
- Pachybrachis petitpierrei
- Pachybrachis picus
- Pachybrachis planifrons
- Pachybrachis pradensis
- Pachybrachis pteromelas
- Pachybrachis rondanus
- Pachybrachis regius
- Pachybrachis rugifer
- Pachybrachis simius
- Pachybrachis suffrianii
- Pachybrachis terminalis
- Pachybrachis tesselatus subsp. tesselatus
- Pachybrachis viedmai
- Smaragdina affinis subsp. affinis, subsp. manicata
- Smaragdina aurita subsp. aurita
- Smaragdina clavareaui
- Smaragdina cobosi
- Smaragdina concolor subsp. amabilis, subsp. concolor
- Smaragdina flavicollis
- Smaragdina gratiosa
- Smaragdina reyi
- Smaragdina rufimana
- Smaragdina salicina
- Stylosomus biplagiatus
- Stylosomus ericeti
- Stylosomus ilicicola
- Stylosomus minutissimus
- Stylosomus rugithorax
- Stylosomus tamarisci
- Tituboea biguttata
- Tituboea sexmaculata subsp. sexmaculata

#### Donacinae
- Donacia andalusiaca
- Donacia aquatica
- Donacia bicolora
- rzęsielnica pałkówka (Donacia cinerea)
- Donacia clavipes
- Donacia galaica
- rzęsielnica oczeretówka (Donacia impressa)
- rzęsielnica moręgówka (Donacia marginata)
- Donacia obscura
- rzęsielnica zmiennobarwna (Donacia simplex)
- Donacia thalassina
- rzęsielnica rdestówka (Donacia versicolorea)
- rzęsielnica zwyczajna (Donacia vulgaris)
- Plateumaris bracata
- błotnica turzycówka (Plateumaris consimilis)
- błotnica kosaćcówka (Plateumaris sericea)

#### Eumolpinae
- nagryzek ciemny (Bromius obscurus)
- Chrysochus asclepiadeus subsp. asclepiadeus
- Colaspidea globosa
- Colaspidea grossa
- Colaspidea metallica subsp. metallica
- Colaspidea oblonga
- Colaspina saportae
- Macrocoma cylindrica
- Macrocoma divisa
- Macrocoma dubia
- Macrocoma franzi subsp. palmaensis
- Macrocoma latifrons
- Macrocoma obscuripes
- Macrocoma splendens
- Macrocoma splendidula
- Pachnephorus baeticus
- Pachnephorus bistriatus
- Pachnephorus corinthius
- Pachnephorus cylindricus
- Pachnephorus laevicollis
- Pachnephorus pilosus
- Pachnephorus tessellatus

#### Galerucinae
- hurmak olchowiec (Agelastica alni) subsp. alni
- Aulacophora foveicollis
- Calomicrus bispiniger subsp. bispiniger, subsp. longicornis
- Calomicrus circumfusus
- Calomicrus doramasensis
- Calomicrus espanoli
- Calomicrus fallax
- Calomicrus foveolatus
- Calomicrus impressithorax
- wątlik sosnomirek (Calomicrus pinicola)
- Calomicrus setulosus
- Calomicrus sordidus
- Calomicrus suturalis
- Calomicrus wollastoni
- Diorhabda elongata
- Exosoma lusitanicum
- Galeruca angelae
- Galeruca angusta
- Galeruca artemisiae
- Galeruca baetica
- Galeruca canigouensis
- Galeruca haagi
- Galeruca interrupta subsp. interrupta
- Galeruca laticollis
- Galeruca luctuosa
- Galeruca macchoi
- Galeruca miegi
- Galeruca monticola
- rozdestnica wrotyczówka (Galeruca tanaceti) subsp. tanaceti
- Galeruca villiersi
- Galerucella calmariensis
- szarynka wiklinówka (Galerucella lineola) subsp. lineola
- szarynka poziomówka (Galerucella pusilla
- Galerucella tenella)
- Leptomona erythrocephala
- naliścica wierzbowa (Lochmaea caprea)
- naliścica głogowianka (Lochmaea crataegi)
- Lochmaea scutellata
- naliścica wrzosowianka (Lochmaea suturalis)
- Luperus abdominalis
- Luperus alpicus
- Luperus flavipennis subsp. flavus
- Luperus flavipes
- wątlik długorogi (Luperus longicornis)
- Luperus luperus
- Luperus pyrenaeus
- Luperus sulphuripes
- szarynka kalinówka (Pyrrhalta viburni)
- Sermylassa halensis
- szarynka wiązówka (Xanthogaleruca luteola0

#### Lamprosomatinae
- Oomorphus concolor

#### Orsodacninae
- przemianka tarninówka (Orsodacne cerasi)
- Orsodacne humeralis

#### Pchełki ziemne(Alticinae)
- Altica ampelophaga
- susówka leszczynowa (Altica brevicollis) subsp. coryletorum
- Altica carduorum
- Altica ericeti
- Altica fruticola
- Altica helianthemi
- Altica iberica
- Altica inconspicua
- Altica longicollis
- Altica lythri
- susówka rdestowa (Altica oleracea) subsp. oleracea
- susówka dębówka (Altica quercetorum) subsp. quercetorum subsp. saliceti
- Altica palustris
- Altica tamaricis subsp. franzi subsp.tamaricis
- Anthobiodes heydeni
- Aphthona abdominalis
- Aphthona aeneomicans
- Aphthona albertinae
- Aphthona atrocaerulea
- Aphthona carbonaria
- Aphthona convexior
- Aphthona crassipes
- zapadka sosnkówka (Aphthona cyparissiae)
- Aphthona depressa subsp. aenea subsp. depressa
- Aphthona espagnoli
- zapadka lnianówka (Aphthona euphorbiae)
- Aphthona flaviceps
- Aphthona fuentei
- Aphthona gomerensis
- Aphthona herbigrada
- Aphthona illigeri
- Aphthona lutescens
- Aphthona maldesi
- Aphthona melancholica
- Aphthona moralesi
- Aphthona nigriceps
- zapadka kosaćcówka (Aphthona nonstriata)
- Aphthona occidentalis
- Aphthona occitana
- Aphthona ovata
- Aphthona paivana
- Aphthona plenifrons
- Aphthona poupillieri
- Aphthona punctiventris
- Aphthona sandrae
- Aphthona subovata
- Aphthona stussineri
- Aphthona tristis
- Aphthona variolosa
- Aphthona venustula subsp. venustula
- Aphthona violacea
- Aphthona wachnitzae
- Aphthona wollastoni
- Apteropeda globosa
- Apteropeda orbiculata
- Apteropeda ovulum
- Apteropeda splendida
- Argopus brevis
- Arrhenocoela lineata
- Batophila aerata
- Batophila pyrenaea
- Chaetocnema aerosa
- Chaetocnema angustula
- Chaetocnema arenacea
- Chaetocnema arida
- Chaetocnema aridula
- Chaetocnema chlorophana
- pchełka burakowa (Chaetocnema concinna)
- Chaetocnema conducta
- Chaetocnema confusa
- Chaetocnema depressa
- pchełka zbożowa (Chaetocnema hortensis)
- Chaetocnema major
- Chaetocnema obesa
- Chaetocnema paganettii
- Chaetocnema pelagica
- Chaetocnema picipes
- Chaetocnema procerula
- Chaetocnema rufofemorata
- Chaetocnema semicoerulea
- Chaetocnema scheffleri
- Chaetocnema tarsalis
- Chaetocnema tibialis
- łozówka złotawa (Crepidodera aurata)
- łozówka wierzbowa (Crepidodera aurea)
- Crepidodera aureola
- Crepidodera fulvicornis
- Crepidodera lamina
- Crepidodera pluta
- Derocrepis rufipes
- Dibolia chevrolati
- Dibolia cryptocephala
- Dibolia cynoglossi
- Dibolia dogueti
- Dibolia magnifica
- Dibolia femoralis subsp. erythrogaster subsp. femoralis
- Dibolia foersteri
- Dibolia maura
- Dibolia obtusa
- Dibolia occultans
- Dibolia pelleti
- Dibolia peyerimhoffi
- Dibolia rugulosa
- Dibolia timida
- Epitrix allardi
- Epitrix atropae
- Epitrix intermedia
- Epitrix pubescens
- Hermaeophaga cicatrix
- Hippuriphila modeeri
- Longitarsus absynthii
- Longitarsus aeneus
- Longitarsus aeneicollis
- Longitarsus aeruginosus
- Longitarsus albineus
- Longitarsus alfierii subsp. furthi
- Longitarsus anacardius
- długostopka farbownikowa (Longitarsus anchusae)
- Longitarsus apicalis
- Longitarsus atricillus
- Longitarsus australis
- Longitarsus baeticus
- Longitarsus ballotae
- Longitarsus bedeli
- Longitarsus bergeali
- Longitarsus brevipennis
- Longitarsus brisouti
- Longitarsus brunneus
- Longitarsus candidulus
- Longitarsus celticus
- Longitarsus cerinthes
- Longitarsus codinai
- Longitarsus corynthius subsp. metallescens
- Longitarsus curtus
- Longitarsus danieli
- Longitarsus dorsalis
- Longitarsus echii
- długostopka żmijowcowa (Longitarsus exsoletus) subsp. exsoletus subsp. megaloleucus
- Longitarsus ferrugineus
- Longitarsus ferruginipennis
- Longitarsus flavicornis
- Longitarsus foudrasi
- Longitarsus fulgens
- Longitarsus ganglbaueri
- Longitarsus gracilis
- Longitarsus holsaticus
- Longitarsus ibericus
- Longitarsus incospicuus
- Longitarsus jacobaeae
- Longitarsus jandiensis
- Longitarsus juncicola
- Longitarsus kleiniiperda
- Longitarsus kutscherai
- Longitarsus lateripunctatus subsp. lateripunctatus
- Longitarsus leonardii
- Longitarsus lewisii
- Longitarsus linnaei
- Longitarsus luridus
- Longitarsus lycopi
- Longitarsus melanocephalus
- Longitarsus membranaceus
- Longitarsus messerschmidtiae
- Longitarsus minusculus
- Longitarsus nasturtii
- Longitarsus niger
- Longitarsus nigrocillus
- Longitarsus nigrofasciatus subsp. nigrofasciatus
- Longitarsus nubigena
- Longitarsus obliteratoides
- Longitarsus obliteratus
- Longitarsus ochroleucus subsp. ochroleucus
- Longitarsus ordinatus
- Longitarsus paludivagus
- Longitarsus pardoi
- Longitarsus parvulus
- Longitarsus pellucidus
- Longitarsus persimilis
- Longitarsus petitpierrei
- Longitarsus peyerimhoffi
- Longitarsus pratensis
- Longitarsus quadriguttatus
- Longitarsus rectilineatus
- Longitarsus reichei
- Longitarsus rubiginosus
- Longitarsus rutilus
- Longitarsus salviae
- Longitarsus scutellaris
- Longitarsus sencieri
- Longitarsus stragulatus subsp. pallidicollis subsp. stragulatus
- Longitarsus strigicollis
- Longitarsus succineus
- Longitarsus suturatus
- długostopka dziewannówka (Longitarsus tabidus)
- Longitarsus tarraconensis
- Longitarsus tunetanus
- Longitarsus velai
- Longitarsus ventricosus
- Longitarsus vilis
- Longitarsus weisei
- Lythraria salicariae
- Mantura chrysanthemi subsp. chrysanthemi
- Mantura lutea
- Mantura mathewsi
- Mantura rustica
- Minota impuncticollis
- Mniophila muscorum
- Neocrepidodera crassicornis subsp. crassicornis subsp. hispanica
- podrywka dwubarwna (Neocrepidodera femorata)
- Neocrepidodera ferruginea
- Neocrepidodera hispanica
- Neocrepidodera impressa subsp. impressa
- Neocrepidodera melanopus
- Neocrepidodera melanostoma
- Neocrepidodera precaria
- Ochrosis ventralis
- Oedionychis cincta
- Oedionychis limbata
- Oedionychis cincta
- Oedionychis limbata
- Orestia punctipennis
- Orestia sierrana
- Orthocrepis ruficollis
- Phyllotreta astrachanica
- Phyllotreta asturica
- pchełka czarna (Phyllotreta atra)
- Phyllotreta balcanica
- Phyllotreta consobrina
- Phyllotreta corrugata
- Phyllotreta crassicornis
- Phyllotreta cruciferae
- Phyllotreta cruralis
- Phyllotreta diademata
- Phyllotreta exclamationis
- Phyllotreta fallaciosa
- Phyllotreta foudrasi
- Phyllotreta gallica
- Phyllotreta ganglbaueri
- Phyllotreta gillerforsi
- Phyllotreta gloriae
- Phyllotreta hispanica
- Phyllotreta iberica
- Phyllotreta lacerta
- Phyllotreta melichari
- pchełka czarnonoga (Phyllotreta nigripes)
- Phyllotreta nodicornis
- Phyllotreta ochripes
- Phyllotreta parallela
- Phyllotreta procera
- Phyllotreta punctulata
- Phyllotreta randoniae
- Phyllotreta rufitarsis
- Phyllotreta rugifrons
- Phyllotreta scheuchi
- Phyllotreta striolata
- Phyllotreta temperei
- pchełka rzeżuchowa (Phyllotreta tetrastigma)
- pchełka falistosmuga (Phyllotreta undulata)
- Phyllotreta variipennis subsp. aegyptiaca subsp. variipennis
- Phyllotreta vittula
- rzutka ślazowa (Podagrica fuscicornis)
- Podagrica fuscipes
- Podagrica malvae subsp. malvae, subsp. semirufa
- Podagrica menetriesi
- Psylliodes aemulans
- Psylliodes aerea
- Psylliodes affinis
- Psylliodes algirica
- Psylliodes angusticeps
- pchełka chmielowa (Psylliodes attenuata)
- Psylliodes brisouti
- Psylliodes chalcomera
- pchełka rzepakowa (Psylliodes chrysocephala)
- Psylliodes circumdata
- Psylliodes coelestis
- Psylliodes cuprea
- Psylliodes cupreata
- Psylliodes dulcamarae
- Psylliodes fusiformis
- Psylliodes gibbosa
- Psylliodes gougeleti
- Psylliodes heydeni
- Psylliodes hispana
- Psylliodes hospes
- Psylliodes hyoscyami
- Psylliodes inflata
- Psylliodes instabilis
- Psylliodes isatidis
- Psylliodes laevicollis
- Psylliodes laticollis
- Psylliodes laurisilvae
- Psylliodes luteola
- Psylliodes marcida
- Psylliodes maroccana
- Psylliodes milleri subsp. lindbergi subsp. milleri
- Psylliodes napi
- Psylliodes olgae
- Psylliodes obscuroaenea
- Psylliodes pallidicolor
- Psylliodes pallidipennis
- Psylliodes petasata
- Psylliodes picina
- Psylliodes puncticollis
- Psylliodes pyrenaea
- Psylliodes ruficolor
- Psylliodes rufitarsis
- Psylliodes stolida
- Psylliodes thlaspis
- Psylliodes toelgi
- Psylliodes tricolor
- Psylliodes vehemens
- Psylliodes vindobonensis
- Psylliodes wunderlei
- ostówka czerwona (Sphaeroderma rubidum)
- ostówka błyszczka (Sphaeroderma testaceum)

#### Strąkowcowate(Bruchinae)
- strąkowiec fasolowy (Acanthoscelides obtectus)
- Bruchidius albolineatus
- Bruchidius antennatus
- Bruchidius ater
- Bruchidius biguttatus
- Bruchidius bimaculatus
- Bruchidius caninus
- Bruchidius cinerascens
- Bruchidius cisti
- Bruchidius dispar
- Bruchidius foveolatus
- Bruchidius guanchorum
- Bruchidius imbricornis
- Bruchidius incarnatus
- Bruchidius lichenicola
- Bruchidius lividimanus
- Bruchidius longulus
- Bruchidius marginalis
- Bruchidius martinezi
- Bruchidius meleagrinus
- Bruchidius mulsanti
- Bruchidius murinus
- Bruchidius nanus
- Bruchidius nudus
- Bruchidius obscuripes
- Bruchidius pauper
- Bruchidius pusillus
- Bruchidius pygmaeus
- Bruchidius quinqueguttatus
- Bruchidius seminarius
- Bruchidius stylophorus
- Bruchidius tibialis
- Bruchidius tuberculatus
- Bruchidius varius
- Bruchidius wollastoni
- strąkowiec hiszpański (Bruchus affinis)
- strąkowiec bobikowy (Bruchus atomarius)
- Bruchus brachialis
- Bruchus brisouti
- Bruchus canariensis
- Bruchus ervi
- Bruchus griseomaculatus
- Bruchus hierroensis
- Bruchus laticollis
- Bruchus lentis
- Bruchus loti
- Bruchus luteicornis
- strąkowiec grochowy (Bruchus pisorum)
- strąkowiec bobowy (Bruchus rufimanus)
- Bruchus rufipes
- Bruchus signaticornis
- Bruchus tristiculus
- Bruchus tristis
- Bruchus ulicis
- Bruchus venustus
- Bruchus viciae
- Callosobruchus chinensis
- Callosobruchus maculatus
- Callosobruchus phaseoli
- Paleoacanthoscelides gilvus
- Pseudopachymerina spinipes
- Spermophagus calystegiae
- Spermophagus kuesteri
- Spermophagus lindbergorum
- Spermophagus sericeus
- Zabrotes subfasciatus

#### Tarczykowate(Cassidinae)
- Cassida algirica
- Cassida alpina
- Cassida angustifrons
- Cassida azurea
- Cassida corallina
- Cassida deflorata
- Cassida denticollis
- Cassida ferruginea
- tarczyk żółtawy (Cassida flaveola)
- tarczyk goździkowy (Cassida hemisphaerica)
- Cassida hexastigma
- Cassida humeralis
- Cassida hyalina
- Cassida inopinata
- Cassida inquinata
- Cassida leucanthemi
- Cassida lineola
- Cassida major
- Cassida margaritacea
- tarczyk mgławy (Cassida nebulosa)
- tarczyk złotosmugi (Cassida nobilis)
- Cassida prasina
- Cassida pusilla
- Cassida pyrenaea
- tarczyk ostowy (Cassida rubiginosa)
- Cassida sanguinosa
- Cassida seladonia
- tarczyk naznaczony (Cassida stigmatica)
- Cassida subreticulata
- tarczyk łopianowy (Cassida vibex)
- tarczyk zielony (Cassida viridis)
- tarczyk komosowy (Cassida vittata)
- Dicladispa testacea
- ociernica czarna (Hispa atra)
- Hypocassida cornea
- Hypocassida meridionalis
- tarczyk powojowy (Hypocassida subferruginea)
- Leptispa filiformis
- Oxylepus deflexicollis
- Pilemostoma fastuosum
- Polyconia caroli

### Wydolakowate(Bothrideridae)
W Hiszpanii stwierdzono m.in.:

- Abromus abeillei
- Abromus brucki
- Abromus comellinii
- Abromus convexus
- Abromus elongatus
- Abromus franzi
- Abromus insularis
- Abromus lusitanicus
- Abromus palaui
- Abromus zariquieyi
- Anommatus balachowskyi
- Anommatus cantabricus
- Anommatus catalunicus
- Anommatus delamarei
- Anommatus duodecimstriatus
- Anommatus franzi
- Anommatus hispanicus
- Anommatus kiesenwetteri
- Anommatus littoralis
- Anommatus minutus
- Anommatus occidentalis
- Anommatus octostriatus
- Bothrideres bipunctatus
- Bothrideres interstitialis
- Ogmoderes angusticollis
- Oxylaemus cylindricus
- Teredus cylindricus

### Wygłodkowate(Endomychidae)
W Hiszpanii stwierdzono m.in.:
- Ancylopus melanocephalus
- Cholovocera formicaria
- Cholovocera punctata
- Dapsa curta
- Dapsa edentata
- Dapsa grancanariensis
- Dapsa hierrensis
- Dapsa palmaensis
- Dapsa spinicollis
- Dapsa trimaculata
- wygłodek biedronkowaty (Endomychus coccineus)
- Holoparamecus caularum
- Holoparamecus niger
- Holoparamecus singularis
- Lycoperdina canariensis
- Lycoperdina gomerae
- Lycoperdina humeralis
- Lycoperdina penicillata
- Lycoperdina sanchezi
- Lycoperdina succincta
- Merophysia baudueri
- Merophysia carinulata
- Mycetaea subterranea
- niepokazek (Mycetina cruciata)
- Symbiotes gibberosus

### Wymiecinkowate(Latridiidae)
W Hiszpanii stwierdzono m.in.:

- Cartodere bifasciata
- Cartodere constricta
- Cartodere nodifer
- Cartodere satelles
- Corticaria abdominalis
- Corticaria alticola
- Corticaria appenhagi
- Corticaria canariensis
- Corticaria convexca
- Corticaria cotovillae
- Corticaria crenulata
- Corticaria cribricollis
- Corticaria cucujiformis
- Corticaria diecki
- Corticaria distincta
- Corticaria dubia
- Corticaria elongata
- Corticaria espanyoli
- Corticaria ferruginea
- Corticaria franzi
- Corticaria fulva
- Corticaria hierroensis
- Corticaria impressa
- Corticaria inconspicua
- Corticaria johnsoni
- Corticaria leileri
- Corticaria longicollis
- Corticaria maculosa subsp. lineata ,subsp. maculosa
- Corticaria obscura
- Corticaria pilosula
- Corticaria porochini
- Corticaria pubescens
- Corticaria punctata
- Corticaria punctulata
- Corticaria rueckeri
- Corticaria serrata
- Corticaria sylvicola
- Corticaria tarragonensis
- Corticaria tuberculata
- Corticaria tunisiensis
- Corticaria umbilicata
- Corticarina curta
- Corticarina delicatula
- Corticarina lambiana
- Corticarina minuta
- Corticarina similata
- Corticarina truncatella
- Cortinicara gibbosa
- Dienerella argus
- Dienerella elegans
- Dienerella filiformis
- Dienerella filum
- Dienerella huguettae
- Dienerella pilifera
- Dienerella ruficollis
- Dienerella schueppeli
- Dienerella separanda
- Dienerella vincenti
- Enicmus brevicornis
- Enicmus histrio
- Enicmus rugosus
- Enicmus testaceus
- Enicmus transversus
- Latridius amplus
- Latridius assimilis
- Latridius canariensis
- Latridius minutus
- Latridius gemellatus
- Latridius porcatus
- Melanophthalma algirina
- Melanophthalma angulata
- Melanophthalma cantabrica
- Melanophthalma extensa
- Melanophthalma fuscipennis
- Melanophthalma maura
- Melanophthalma parvicollis
- Melanophthalma sericea
- Melanophthalma suturalis
- Metophthalmus encaustus
- Metophthalmus ferrugineus
- Metophthalmus fulvus
- Metophthalmus hispanicus
- Metophthalmus niveicollis
- Metophthalmus obscurus
- Migneauxia crassiuscula
- Migneauxia lederi
- Migneauxia phili
- Revelieria genei
- Stephostethus angusticollis
- Stephostethus lardarius
- Stephostethus pandellei
- Stephostethus productus

### Zadrzewkowate(Erotylidae)
W Hiszpanii stwierdzono m.in.:
- Cryptophilus integer
- Dacne bipustulata
- Dacne rufifrons
- Leucohimatium arundinaceum
- oparstnik kruszcowy (Triplax aenea)
- Triplax cyanescens
- Triplax lacordairii
- oparstnik kniejnik (Triplax lepida)
- Triplax marseuli
- Triplax melanocephala
- Triplax rudis
- oparstnik czerwonawy (Triplax rufipes)
- oparstnik hubożer (Triplax russica)
- Triplax scutellaris
- zawartka krasnoplamka (Tritoma bipustulata)
- Xenoscelis costipennis
- Xenoscelis deplanatus
- Xenoscelis lauricola
- Xestus fungicola
- Xestus throscoides

### Zatęchlakowate(Cryptophagidae)
W Hiszpanii stwierdzono m.in.:

- kłosowiec blady (Antherophagus pallens)
- Antherophagus silaceus
- Antherophagus similis
- Atomaria apicalis
- Atomaria atricapilla
- Atomaria barbara
- Atomaria bulbosa
- Atomaria fasciata subsp. pilosula
- Atomaria fimetarius
- Atomaria fuscata
- Atomaria fuscipes
- Atomaria gibbula subsp. gibbula
- Atomaria godarti
- Atomaria gutta
- Atomaria laticollis
- Atomaria lohsei
- Atomaria marginicollis
- Atomaria mesomela
- Atomaria munda
- Atomaria nigrirostris
- Atomaria oromii
- Atomaria pallidipennis
- Atomaria palmi
- Atomaria punctithorax
- Atomaria pusilla
- Atomaria rhenonum
- Atomaria strandi
- Atomaria testacea
- Atomaria umbrina
- Atomaria unifasciata
- Atomaria venusta
- Atomaria vespertina
- Cryptophagus acutangulus
- Cryptophagus ariadne
- Cryptophagus aurelioi
- Cryptophagus badius
- Cryptophagus blasae
- Cryptophagus brisouti
- Cryptophagus bruckii
- Cryptophagus cellaris
- Cryptophagus cylindrellus
- Cryptophagus dentatus
- Cryptophagus denticulatus
- Cryptophagus dilutus
- Cryptophagus distinguendus
- Cryptophagus dorsalis
- Cryptophagus durus
- Cryptophagus ellipticus
- Cryptophagus fallax
- Cryptophagus fasciatus
- Cryptophagus fuscicornis
- Cryptophagus fusiformis
- Cryptophagus hupalupae
- Cryptophagus impressus
- Cryptophagus inmixtus
- Cryptophagus laticollis
- Cryptophagus lemonchei
- Cryptophagus lycoperdi
- Cryptophagus micaceus
- Cryptophagus oromii
- Cryptophagus outereloi
- Cryptophagus pilosus
- Cryptophagus pubescens
- Cryptophagus puncticollis
- Cryptophagus punctipennis
- Cryptophagus quercinus
- Cryptophagus reflexicollis
- Cryptophagus reflexus
- Cryptophagus ruficornis
- Cryptophagus saginatus
- Cryptophagus scanicus
- Cryptophagus scutellatus
- Cryptophagus setulosus
- Cryptophagus skalitzkyi
- Cryptophagus spadiceus
- Cryptophagus sporadum
- Cryptophagus uncinatus
- Cryptophagus versicolor
- Caenoscelis ferruginea
- Caenoscelis subdeplanata
- Caenoscelis tenerifensis
- Curelius exiguus
- Curelius japonicus
- Ephistemus globulus
- Ephistemus reitteri
- Hypocoprus latridioides
- Micrambe abietis
- Micrambe hesperia subsp. hesperius, subsp. occidentalis
- Micrambe micoae
- Micrambe occidentalis
- Micrambe perrisi
- Micrambe ulicis
- Micrambe woodroffei
- Ootypus globosus
- Paramecosoma melanocephalum
- Pteryngium crenatum
- Spaniophaenus lapidarius
- Telmatophilus brevicollis
- Telmatophilus caricis
- Telmatophilus typhae

### Zgniotkowate(Cucujidae)
W Hiszpanii stwierdzono m.in.:
- zgniotek szkarłatny (Cucujus haematodes)
- Pediacus depressus
- Pediacus tabellatus